# 家庭教師ヒットマンREBORN!の登場人物
家庭教師ヒットマンREBORN!の登場人物（かてきょーヒットマンリボーンのとうじょうじんぶつ）では、天野明原作の漫画作品『家庭教師ヒットマンREBORN!』、またこれを原作にしたテレビアニメ・ゲームに登場する人物について記述する。小説のみに登場する人物に関しては『家庭教師ヒットマンREBORN! 隠し弾』を参照。
声の項は特記無い限りアニメ版のキャスト。演の項は舞台版でのキャスト。各キャラクターのプロフィールは公式キャラクターブックの情報を基に記載しているため、年齢はボンゴレリング争奪戦終了時点のものである。

## 主要人物

### リボーン / 沢田綱吉とその守護者
リボーン
声 - ニーコ / 成田剣（大人）
演 - ニーコ
殺し屋（ヒットマン）であり沢田綱吉の家庭教師でもある、アルコバレーノの赤ん坊。
沢田 綱吉（さわだ つなよし）
声 - 國分優香里
演 - 竹中凌平
並盛中に通う男子中学生。通称・ツナ。ボンゴレファミリー次期ボス（ボンゴレX世〈デーチモ〉 / 10代目）。
何をやってもダメで弱気な性格だったが、リボーンや仲間たちの出会いと幾多の戦いを経て人間として心身共に少しずつ成長していく。
獄寺 隼人（ごくでら はやと）
声 - 市瀬秀和 / 吉田麻子（幼少期）
演 - 桑野晃輔（第1弾） / 原嶋元久（第2弾）
嵐のリングの守護者。ツナと同じクラスの男子中学生で、ダイナマイトが武器の殺し屋。
初登場時はツナと敵対していたが、偶然とはいえ彼に命を救われたことで尊敬するようになり、「10代目の右腕」を目指して絶対的な信頼と忠誠を抱く。他の仲間たちとも幾多の戦いを通じで協調するようになっていく。
山本 武（やまもと たけし）
声 - 井上優 / 演 - 山本涼介
雨のリングの守護者。ツナと同じクラスの男子中学生で親友。おおらかな性格で野球部員の期待株。武器は時雨金時などの日本刀。
はじめはマフィア関連の修行を遊びとしか思っていなかったが、父から時雨蒼燕流の剣術を学んだことで戦い方を改めていく。
ランボ
声 - 竹内順子（子供）/ 津田健次郎（大人）
演 - KIMERU
雷のリングの守護者。ボヴィーノファミリー出身の殺し屋。5歳児。10年バズーカで10年後の姿になることができる。武器は手榴弾（子供ランボ）、雷の角（大人ランボ）。
雲雀 恭弥（ひばり きょうや）
声 - 近藤隆
演 - 岸本勇太（第1弾～第3弾） / 北村健人（第5弾）
雲のリングの守護者。並盛中学校の風紀委員長でありながら、近隣の不良たちをまとめ上げる。武器は仕込みトンファー。詳細はボンゴレファミリー#雲雀恭弥を参照。
笹川 了平（ささがわ りょうへい）
声 - 木内秀信 / 演 - 上杉輝
晴のリングの守護者。並盛中ボクシング部主将で笹川京子の兄。詳細はボンゴレファミリー#笹川了平を参照。
六道 骸（ろくどう むくろ）
声 - 飯田利信 / 演 - 和田雅成
霧のリングの守護者。マフィアの刑務所を脱獄した3人組の中の1人でそのリーダー格。詳細はボンゴレファミリー#六道骸を参照。
クローム髑髏（クロームどくろ）
声 - 明坂聡美 / 演 - 朝倉ふゆな
六道骸に似た風貌の少女。牢獄にいる骸に代わり霧の守護者を務めている。詳細はボンゴレファミリー#クローム髑髏を参照。

### リボーン / 沢田綱吉の周辺人物
笹川 京子（ささがわ きょうこ）
声 - 稲村優奈 / 演 - 伊藤優衣
本作品のヒロイン。ツナと同じクラスの女子中学生で、了平の妹。年齢は13歳（中学2年生）。3月4日生まれの魚座。O型。身長156センチメートル、体重45.5キログラム。好物はベイクドチーズケーキ。遊園地の好きなアトラクションはフリーフォール、絶叫系。
容姿はかなり良く、海に行った時は人目を引いていた。
ツナの想い人で、死ぬ気弾を受けたツナに告白をされるも、パンツ一枚といった格好であったために冗談だと受け取る。ツナのことは死ぬ気になったツナの奮闘を認めてから一目置くようになり、「ツナ君」と呼んでいる。現在彼のことは「面白くて頼れる感じの人」だと認識しているが、ヴァリアー編の大空戦前などでツナに対して頬を赤らめるなど、彼を意識している描写が見られた。それ以来、色々な場面でツナに好意をよせているような描写が見られるようになった。大空戦前に、皆に渡そうとハルと一緒に作ったという必勝祈願のお守りを渡しており、それをツナは大切に持ち歩いている。
ほんわかとした雰囲気でなかなかに天然ボケな面があり人と感覚がずれた所があるため、大抵のことには動じずツッコミも入れない。甘いものが好きで、ハルとは一緒にケーキ屋に行くなど仲良し。彼女と一緒に手芸や工作もするようになった。
設定上、両親はいるが、作中では登場はしていない。
心優しい性格で友達・仲間想いであり、親しい人が傷つくことを好まない。兄の了平の額の傷を作ったのは自分のせいだと今でも思っており、了平がケンカで傷つくことを恐れている。メローネ基地へ突入することになったツナに対しても、「無茶しないで」と心配していた。
上記の通り、かなりの鈍感でツナを異性としてではなく頼もしい人物として見ており、最後まで彼の想いに気付くことはなかった。
ゲーム『フェイトオブヒート』シリーズでは、戦闘キャラクターとして使用でき、霧の炎の属性を持っている。
【未来編】
10年後の彼女は一般人として暮らしている模様。髪を伸ばしている。また、現代とは異なり、ツナのことを「ツっ君」と呼んでいる。その後10年前（現代）の京子と入れ替わり、戦いに巻き込まれる。ボンゴレのアジトではハルと共に家事を担当している。マフィアといったツナの裏事情をさっぱり聞かされていなかったため、10年後に来た当初はこの世界の現状や了平が行方不明であったことに衝撃を受けパニックを起こし、書き置きを残してアジトを抜け出したこともあった。だが、ツナらがメローネ基地突入作戦から帰還後にツナ本人から事情をすべて聞いたことにより、彼らに理解を示すようになる。

三浦 ハル（みうら ハル）
声 - 吉田仁美
演 - 永島聖羅（第1弾） / 本西彩希帆（第2弾）
ツナと同い年の女の子で、3丁目に住んでいる。年齢は14歳（中学2年生）。5月3日生まれの牡牛座。B型。身長156.5センチメートル、体重46キログラム。好物はモンブラン。嫌いなものはエロい人（大人ランボ）。アニメでは演歌好きの設定が追加（声優の吉田仁美が演歌が得意なため）。
容姿はかなり良く、海に遊びに行った時は人目を引いていた。
偏差値の高い名門女子中学校（緑中）に通っており頭が良いが、天然ボケでドジ。英語交じりの少々変わった敬語で話す。一人称は「ハル」。口癖は「はひ」。ツナのことは「ツナさん」と呼んでいる。当初はリボーンが可愛くて惚れ込んでおり、ツナのことを「リボーンちゃんをたぶらかしている」と思い込んで目の敵にしていたが、溺れたところを死ぬ気状態のツナに助けられて以来、ツナに好意を向けるようになった。思い込みが激しい一面があり、一人で先走ってしまい話をややこしくすることもある。
マフィアの存在についてはあっさり受け入れており（未来編中盤までは詳しいことは知らなかった）、将来の夢はマフィアのボス（つまりツナ）の妻。小1のときの将来の夢は日本一の着ぐるみ職人になることだった。父・晴良（声：蓮岳大）は大学の数学教授。設定上、母親もいるが、作中では登場はしていない。
新体操部員。工作が得意で、屋形船やなまはげなどの変な着ぐるみを作っては着ている。リボーンをはじめとする小さい子供が大好きで、ちゃん付けで呼んでいるが、過保護なあまり、獄寺とはランボの扱いを巡ってよく衝突している。大人ランボは「なんか全体的にエロい」らしく、苦手としている。また、毎月第3日曜日を「ハル感謝デー」とし、ケーキを好きなだけ食べると決めている。なお、京子も同様の決め事をしており、それがきっかけで仲良くなった。
ツナとは最後まで一緒になることはなく、振られることもなかった。
ゲーム『フェイトオブヒート』シリーズでは、戦闘キャラクターとして使用でき、雷の炎の属性を持っている。
【未来編】
10年後の彼女は、一般人として暮らしている模様。髪をボブカットにし大人っぽくなっているが、中身が天然なのは変わっていない。その後、10年前（現代）のハルと入れ替わり、戦いに巻き込まれる。ボンゴレのアジトでは京子と共に家事を担当している。ツナらがメローネ基地突入作戦から帰還後に、ツナ本人から事情をすべて聞いたことにより、彼らに理解を示すようになる。

ビアンキ
声 - 田中理恵 / 演 - 豊田真希
リボーンの4人目の愛人で、フリーのイタリア人殺し屋。通称「毒サソリ」。年齢は17歳。11月8日生まれの蠍座のAB型。身長165センチメートル。体重49キログラム。スリーサイズは86・57・87。好きな人はリボーン。夢はリボーンと愛の園を築くこと。嫌いなものは愛を邪魔する全ての存在。気になる動物はリス、モモンガ。死ぬ気の炎の属性は嵐。
リボーンを家庭教師の仕事から自由の身にするためにツナを殺そうとしていたが、今では愛するリボーンの傍で暮らすため、美術と家庭科の家庭教師という名目で沢田家に居候し、それ以来殺意もなりを潜めている。獄寺の腹違いの姉（正妻の子）であり、ケガの心配をするなど獄寺に姉らしい気遣いを見せるが、トラウマを抱える獄寺にとって、好意でしたこともすべて逆効果になってしまっている（当の本人は獄寺のトラウマを自分を異性と意識している、あるいは病弱であると誤解している。黒曜編以降は獄寺の内情を理解し、ゴーグルをかけることが多くなった）。また、山本とは料理のことをめぐって、たびたび衝突を起こすことがある。一見落ち着きのある妖艶な女性だが、我儘で残酷な面も持ち合わせており、一度怒らせると我を忘れ手が付けられないほど（獄寺によると「自分の世界で生きているため、弱点はない」）。「愛」が第一の信念で行動原理であり、リボーンなど好いている相手には愛情深く接するが、気に入らない者にはたとえ子供であっても容赦しない。また、「愛のためなら人は死ねる」という独自の持論を持っている。死んだ元恋人のロメオを今でも憎悪しており、酷似した容姿の大人ランボを地の果てまでも追い回すほど、執着（殺意）は凄まじい。こういった事情からツナたち男たちからは畏怖されているが、同性であるハルや京子たちからは憧れられており、彼女たちとは姉妹のような関係を築いている。特に、リボーンのことがきっかけで意気投合したハルは妹のようにかわいがっており、ツナへの恋心も応援している。
「ポイズンクッキング（＝毒入り料理作り）」の使い手（フゥ太の「とっても苦しい毒殺ランキング」では3位）で、料理をすると必ずポイズンクッキングになってしまうという、特異な才能の持ち主。昔、脱走を繰り返していた獄寺を捕まえるためにポイズンクッキングを多用し、バリエーションが増えた。ポイズンクッキングの原料は、ナマケモノや毒ヘビなどの動物全般。そのため、よく食材探しの旅に出かけたり、動物園で直接動物を仕入れようとしたりする。銃も携行しているが、射撃の腕は最悪。黒曜編ではツナ達と共に骸らのアジトに乗り込み、戦った。小説版リボーンの短編「殺し屋二人」では、主人公を務めている。
【未来編】
- 炎の属性：嵐
- 所持リング：嵐系リング
- 所持匣：嵐サソリ（スコルピオーネ・ディ・テンペスタ）

10年後はボンゴレ組織に携わっており、現代のツナたちがアジトに来た時には、フゥ太と共に情報収集に出ていた。見た目はあまり変わっていないが、残忍さや荒っぽさがなくなり、落ち着きのある存在になった。10年後ではリボーンは死亡していることから、10年前からやってきたリボーンを、より溺愛している。異母弟である獄寺と同じ嵐の属性のリングを持ち、ツナたちと合流後はミルフィオーレ本部突入に備えて現代の獄寺の家庭教師を務めるが、その過程で自分や父親のことを獄寺が忌み嫌っていることを分かっている（トラウマも理解しているため、ゴーグルをかけるなどの配慮をとっている）ため、あえて獄寺を挑発することもあったが、相変わらず獄寺からは忌み嫌われ逃げられていた。ミルフィオーレの並盛支部突入計画には、参謀・道案内として参加したものの、突入チームからは外れている。
メローネ基地から帰還後、マフィア関連の事情を知りたがる京子とハルに同調しサポートをボイコットしたり、ツナから事情を聞き終えた彼女たちが落ち込んだ際には率先してメンタルケアを行なった。
ユニを匿ってボンゴレ日本支部から逃亡し、川平不動産においてザクロをやり過ごした後、山本と共に「忘れ物」をとりに支部へ引き返した。10年前の獄寺との別れの際に、獄寺に彼にまつわる出生の誤解を解いた。

イーピン
声 - チャン・リーメイ
香港生まれの殺し屋で通称「人間爆弾」。極度の細目の辮髪を結わえカンフー服を着用した、利発で礼儀正しい少女。5歳。身長45センチメートル。体重3.9キログラム。11月25日生まれの射手座。O型。中国語しかしゃべれず（アニメ版では片言ではあるが、日本語も話せる。そのため、台詞が大幅に増えている）、通訳にはリボーンを介する。大人になると、眼は丸形になって日本語が上手くなり、両耳も存在する。大人イーピン（15歳）の身長157センチメートル。体重47キログラム。好きなケーキはラ・ナミモリーヌのミルフィーユ、蛤、甘栗。好みのタイプは師匠（アルコバレーノの風）、そして師匠によく似ている雲雀。嫌いなタイプはうざくて下品な男（ランボ）。
ドがつくほどの近眼で、誤解からトラブルを起こすこともあり、初登場時は暗殺ターゲットをツナであると勘違いした。その後は己の鍛錬のために日本に留まり沢田家に居候しており、同じ年頃のランボとは彼のおバカ・下品な行動にあきれつつも仲が良く、いつも一緒に遊んでいる。極度の恥ずかしがり屋で、恥ずかしくなると額にピンズが現れ、筒子時限超爆のカウントダウンを始める。また、中国にいる師匠にそっくりな雲雀に想いを寄せており、顔を見るたびに筒子時限超爆のカウントダウンを始めてしまうのがお約束。中国拳法を主体とした、手を触れずに相手を倒す「餃子拳」の使い手。フゥ太の「中距離技ランキング」でも上位にランクインし、自身も「将来有望な殺し屋ランキング」では3位のスーパーホープである。
時々ランボの10年バズーカで10年後の姿（通称「大人イーピン」）と入れ替わる。10年後は拳法と殺し屋の稼業を辞め、日本で大学進学のために中華料理屋「楽々軒」でアルバイトをしているが、実力は全く衰えておらず、襲い掛かられると無意識かつ、条件反射で相手をのしてしまう。明るく気さくなしっかり者で、照れ屋な性格は影を潜めている。なお、筒子時限超爆は「ブロッコリーの化け物」（アニメでは「ブロッコリーのお化け」、つまりランボ）というキーワードと共に封印されている。
【未来編】
ツナが10年バズーカで飛ばされた10年後の世界では、ランボと共に太猿・野猿の手から京子とハルを守っていたが、戦闘中に現代のイーピンに入れ替わった。その後、ミルフィオーレの並盛支部突入チームの2次隊メンバーとして、クローム・雲雀・草壁・ランボとともに支部に潜入、ツナたちと合流する。メローネ基地での戦いが終わった後、ボンゴレのアジトで周囲になかなか心を開けずにいたクロームの心を開くきっかけを作った。
ゲーム版では晴の炎の属性を持っている。

フゥ太（フゥた）
声 - 三瓶由布子 / 演 - 熊谷魁人
通称「星の王子」「ランキング王子」と呼ばれている情報屋。縦じまのマフラーを愛用している、かわいらしい少年。本名は「フータ・デッレ・ステッレ（意味は「星たちのフゥ太」）」。年齢は9歳。1月11日生まれの山羊座。B型。身長123センチメートル、体重22キログラム。出身国はイタリア。好物はハンバーグ、カレー。嫌いな食べ物はピーマン、タマネギ。ラーメンより、うどん派。好きなテレビ番組はランキングもの。趣味は交信。
宇宙のすべてのものをランキング付けした、大きなランキングブックを持っており、新たに見たものもランク付けしている。対象の相手を見ることによってランキングすることが可能で、ランキングモードに入ると周囲は無重力状態になる。ただし、雨が降るとランキングがデタラメになってしまう（ランキングの星との交信が乱れるからという説が有力）。そのあまりに正確な能力がマフィアに狙われており、「野望のないボスランキング」1位のツナに庇護を求め来日。完璧だった自身のランキングを「死ぬ気」で覆したツナに感動し、以降ツナを兄と勝手に慕い沢田家に居候している。仲間と思う年上には「○○兄（にい）」「○○姉（ねえ）」と呼び慕う。不利になると子供であることを武器にしたり、差し障りのある話題でもさらりと口にしたりと、したたかで手ごわい面を持つ。
【黒曜編】
ランキング能力を骸に買われ、黒曜のアジトに拉致される。骸の執拗な尋問に対し沈黙の掟（オメルタ）を守るが、骸にマインドコントロールされてしまう。ツナによってコントロールを解かれるが、その際にランキング能力を失ってしまった。ただしアニメ版では、黒曜編終了後もランキング能力は健在である。
【未来編】
10年後はボンゴレ組織の仕事に携わっており、ツナがアジトに来たときにはビアンキと共に情報収集に出ていた。3年前まで、ランボの保育係をやっていた。

沢田 奈々（さわだ なな）
声 - 深見梨加
ツナの母。ごく普通の家庭的な主婦。年齢は34歳。3月31日生まれの牡羊座。O型。身長155センチメートル、体重45キログラム。
年齢を感じさせない若々しい容姿の持ち主で、明るく天然ボケで夢見がちな性格。ツナの現状を憂いていたところ、チラシを見てリボーンを彼の家庭教師として雇った。
どんな変な人物でも優しく迎え入れる朗らかな性格のため、リボーンをはじめとした居候中の面々から「ママン」と呼ばれ、実母のように慕われている。また、山本や獄寺、京子といったツナの友人が増えたことや彼らとの関わりを通じて成長する姿を喜んでいる。
夫の家光とは離れている今も相思相愛で、彼との馴れ初めは、勤め先の喫茶店のウェイトレスと客という間柄から。
家光やツナがマフィアに関わっていることはまるで知らないが、9代目とは面識がある。原作ではツナを「ツっ君」と呼ぶが、アニメでは「ツーくん」と呼ぶ。
読み切り版では、口うるさくツナの成績に注意したり、嘘泣きをしたりするなど、本編とは性格がかなり異なる。
【未来編】
10年後の世界では、現代のツナがやってくる5日前から家光とイタリアに旅行中で、安否は不明。

## アルコバレーノ
「アルコバレーノ」とはイタリア語で虹を意味し、マフィア界最強の赤ん坊7人を指す。別名「呪われた赤ん坊」。全員二頭身の赤ん坊の姿だが、非常に高い戦闘能力を有しており、アルコバレーノである証としてそれぞれが虹の一色を持つ「おしゃぶり」を胸から下げている。同じアルコバレーノが近づくとおしゃぶりが光りそれを知らせる。また、リボーンにはレオン、コロネロにはファルコというように、相棒のペットを連れているという共通点がある。また、アルコバレーノの特殊能力として、自分の技の記憶を弾に封じ込み、撃つことで技を伝承させることが出来る（家庭教師ヒットマンREBORN!#特殊弾参照）。
時期については明言されていないが運命の日に、“選ばれし7人（イ・プレシェル・ティ・セッテ）”として共通の仕事の依頼で呼び集められ、何らかの作用で赤ん坊の姿に戻り人間と異なる肉体構造となった。当初ルーチェ以外のアルコバレーノは、その運命を受け入れることができなかったという。なお、『赤マルジャンプ2009SPRING』では、アルコバレーノになる前の7人の姿が描かれたポスターが付録として挿入された。
【未来編】
10年後の世界ではアルコバレーノに有害な非73線（ノン・トゥリニセッテ）が大気中に照射されていて、アルコバレーノは全員死亡しているとラル・ミルチが述べている。また、彼らが身につけているおしゃぶりは73（トゥリニセッテ）のうちの一つとして位置づけられており、ミルフィオーレファミリーによってこの内の5つ（それぞれ橙、赤、紫、緑、藍色）が回収されたが、未来におけるアルコバレーノのボスのユニの命の炎を注入することによって全員が復活した（リボーンの復活は明確に描かれていない）。
【アルコバレーノ編】
原作者の天野明が監修したアニメオリジナルストーリー。原作に先駆けてアルコバレーノ全員が登場したエピソードであり、原作で明かされていないアルコバレーノたちの大人の姿やアルコバレーノの秘密についてもわずかながら描かれている。
ツナのボンゴレ匣を開匣するために必要なアルコバレーノの7つの印を得るため、「アルコバレーノの試練」の相手として立ちはだかる。試練は「戦闘力」･「魅力」･「適応力」･「指導力」･「包容力」･「ボス力」･「直感力」の7つ。1週間以内に7つの印が揃わなかった場合、今まで手に入れた印は全て無効になる。またアルコバレーノ達はそれぞれ強力な必殺技を持っている。
【I世ファミリー編】
原作者の天野明が監修したアニメオリジナルストーリー。ボンゴレリングには、生きている時と同じように初代ボンゴレファミリーの意志が宿っているという伝説が有る。これをアルコバレーノのおしゃぶりの力と特別な契約により実体として呼び覚ました。I世の言葉によれば初めての事であり、「アルコバレーノのボスである大空が示した条件に納得したからこそ、この一度だけ特別に聞き入れる事とする」と説明している。しかし大空のアルコバレーノ(ユニ)が具体的に何を条件としたのか作中では説明されなかった。
アルコバレーノの試練を終えた翌日にリボーンによって全員が招集される。真にボンゴレのボス・守護者となれるか初代ファミリーから認定試験が行われ、この試験中に10代目ファミリーを家庭教師としてサポートする。認定試験自体には手出しできないが、それぞれが各属性と同じ守護者と行動を共にした。

### メンバー
リボーン
黄色のおしゃぶりを持つ、晴のアルコバレーノ。詳細はリボーンを参照。
ルーチェ
声 - 湯屋敦子
橙色のおしゃぶりを持つ、大空のアルコバレーノで、アルコバレーノのボス。相棒にリスのコスモを連れている。巫女であり予言者。ユニの2代前のジッリョネロファミリーボスで、アリア（後述）の母で、ユニ（後述）の祖母にあたる。
後ろ髪を長く伸ばしたおかっぱ頭と大きな帽子、白いマントとワンピース風の法衣をまとった女性。未来を知りながらもそれを受け入れ、アリアを妊娠したままアルコバレーノになった。その後の行方は不明で、大空のアルコバレーノは欠番となっていた。ジッリョネロファミリー歴代のボスの特徴である不思議な直感力と、左頬の模様を持つ。
【アルコバレーノ編・I世ファミリー編・虹の呪い編】
回想のみの登場。なお第5の試練「包容力」は、娘のアリアが与えていた。I世ファミリー編では、10年後から来た孫のユニが代行を務めた。
風（フォン）
声 - 近藤隆
赤色のおしゃぶりを持つ、嵐のアルコバレーノ。相棒にサルのリーチを連れている。
カンフー服を着用し、長髪をお下げの三つ編みにしている男性。アルコバレーノになる前の経歴は不明。武道の達人であり、中国の武道大会で3年連続優勝を果たすほどの腕前。「無敵の武闘家」とも謳われ、107の拳法を編み出した。イーピンの師匠として「餃子拳」も使い、10年後には殺し屋を辞めるイーピンの「筒子時限超爆」を封印している。
雲雀に瓜二つの鋭い釣り目と前髪が特徴だが、雲雀とは対照的に穏やかで物腰が柔らかく口調は丁寧。好きな食べ物は麻婆豆腐だが、アルコバレーノの現在は甘口しか食べられず、辛口を食べると涙が止まらなくなる。
【アルコバレーノ編】
点心の露天売りをしながら並盛町に滞在。ツナたちに並盛中学を舞台にした自らを捕まえる鬼ごっこである第4の試練「指導力」を与える。試験開始時に並盛中学校に居た人たちも参加を可能とし、特例として守護者では無いハルやイーピンの参加も認めている。
必殺技は「爆龍拳」、龍の姿を模した嵐の炎を素手で発射する。
【I世ファミリー編】
嵐の守護者である獄寺の家庭教師となる。獄寺に近づいて性格を探っており、彼が何かに焦っていることを感じ取った。他の守護者の試験も全て同行し見届けている。
雷の試験ではヴェルデの妨害に対してイーピンと共闘する。嵐の試験では、Gが獄寺と入れ替わる時間稼ぎをして試験の進行に貢献した。霧の試験ではリボーンの命により、黒曜近辺に潜んでいたヴェルデを連れて来た。
【虹の呪い編】
風チームの代理に選んだ雲雀と手を組み代理戦争に参加。優勝すれば自分と直接対決することを雲雀と約束した。
2日目のヴァリアーとの戦いでは、ベルフェゴール、ルッスーリア、レヴィ・ア・タンを一瞬にして戦闘不能にした雲雀の闘い方に危険を感じて呪解する。身体の感覚を取り戻したためミクロン単位で動けると宣言し、爆煉疾風拳(ばくれんしっぷうけん)の基本となる構えから放った炎の龍を模した爆龍炎舞(ばくりゅうえんぶ)によりスクアーロを撃破。呪解して立ちはだかるマーモンとも一対一の勝負により追い詰めるが、途中で時間切れとなってしまい戦線離脱する。
コロネロ
声 - 中村太亮 / 演 - 深澤大河
青色のおしゃぶりを持つ、雨のアルコバレーノ。年齢不詳。7月7日生まれの蟹座。O型。身長41センチメートル、体重4キログラム。好きな言葉は「スパルタ」、「コラ」。好物は焼きそばパン、軍用食。嫌いな食べ物はニンジンとカマボコ。好きな飲み物はコーラ。趣味は寝ること。金髪碧眼でつり目。相棒に鷹のファルコを連れており、もっぱらファルコに頭を掴まれて移動する。
アルコバレーノになる前はイタリア海軍潜水奇襲部隊「COMSUBIN（コムスビン）」所属の軍人であり、ラル・ミルチは当時の上官に当たる。アルコバレーノになった後も、迷彩服に武器はUSSR PTRS1941と軍人スタイルをしており、性格もスパルタで軍人的。COMSUBINで鍛え上げられた重火器の扱いや狙撃の腕に長けている上、空手やサンボを使った接近戦も得意。なお、本来アルコバレーノとなるはずの人間ではなかったが、ラルを庇ってアルコバレーノとなったらしい。
たびたびラルに好意があるかのような発言を繰り返しており、「ハルハルインタビュー」でははっきりと好きだと口にしている。
語尾に「コラ」を付けるのが口癖。マフィアランドの修行場・裏マフィアランドで教官をしていた当時はヘルメットを着用していたが、『VSヴァリアー編』の再登場以降はバンダナを巻いている。
【VSヴァリアー編】
リボーンの要請を受け、笹川了平の家庭教師として来日。
【未来編】
バイパーとともにミルフィオーレと戦っていたが、バイパーを庇って死亡したとされている。
ツナの特訓時、ラル・ミルチは自力で開匣できなくなっていた保存用ボックスを渡す。ツナの炎によって開いた中身は、マモンチェーンが巻き付いたコロネロのおしゃぶりだった。リボーンは「あの戦闘痕、戦いの末強引に摘出されたな」と呟いている。
【アルコバレーノ編】
ツナ達にアルコバレーノの試練を与えるために来日。第1の試練「戦闘力」でツナたちと対戦する。
必殺技は「マキシマム・バースト」、武器から発射された雨の炎は巨大な鳥の形状になって着弾する。
【I世ファミリー編】
雨の守護者である山本の家庭教師となる。山本の心の異変に気づいてはいたものの、あえて指摘はせず遠くからそっと見守っていた。認定試験では、雨月がわざと隙を作ったことに気づき、戦いに割って入った。認定に失敗した山本に遠回しではあるがアドバイスを送り、再試験では見事に継承を成功させた。雷の試練ではヴェルデの妨害に苛立ち、ヴェルデの兵器に立ち向かった他、霧の試験ではリボーンの命を受けてクロームの家庭教師であるはずのマーモンを呼び寄せた。
【虹の呪い編】
沢田家光率いるCEDEFの元に行き、自身の代理を頼むため交渉を行う。自身の呪いに関しては解くつもりが無く、家光に自身が優勝した時の虹の呪いを解く権利をラル・ミルチに譲渡するつもりであると言い、この言葉を聞いた家光はCEDEFのメンバーのためならと協力を約束する。家光たちCEDEFと手を組み、コロネロチームとして代理戦争に参加。呪解した状態で一度に3人分のウオッチを狙撃し、破壊する活躍を見せる。戦いが終わった後にラル・ミルチと結婚する予定だったが、結婚式直前に喧嘩したことで延期になる。
スカル
声 - 柳原哲也（アメリカザリガニ）
紫色のおしゃぶりを持つ、雲のアルコバレーノ。年齢不詳。8月8日生まれ（コミック33巻のハルハルインタビューでは7月10日）の獅子座。B型。身長38センチメートル、体重4キログラム。相棒に鎧を纏った巨大なタコ（名前は「タコ」）を連れている。
死神にも嫌われたと言われる不死身の肉体(アンデッド・ボディ)を有している。アルコバレーノになる以前は超一流のスタントマンであり、“地獄から帰った男”や“不死身のスカル”などの異名を持っていたという。フルフェイスのヘルメット（浄化装置付）に黒いライダースーツという服装は当時の名残。本人によるとヘルメットの下の素顔はハンサムであるらしい。リボーンにはいつも使いっ走りにされているようである。アルコバレーノになった以後はカルカッサファミリーの軍師を務めており、容姿の似た複数の部下を従えている。算数が苦手らしい。シャイだからという理由でいつもヘルメットを着用している（42巻、読者のアジト参照）。
【未来編】
ラル・ミルチが、死んだアルコバレーノとして名前を上げている。
【アルコバレーノ編】
ツナ達にアルコバレーノの試練を与えるために来日。バイパー（マーモン）と手を組み、雲雀と骸をツナと戦わせるようと仕向けるが失敗、そのままなしくずしで第2の試練「魅力」でツナと対戦する。
必殺技は「アーマード・マッスルボディ」、筋肉隆々な赤ん坊の姿に変身し物理的な攻撃を受け付けなくなる。
【I世ファミリー編】
雲の守護者である雲雀の家庭教師となる。気持ちばかりが空回りしてしまい、肝心の雲雀本人からは鬱陶しいと思われている。試験を受ける気が失せた雲雀に対して説得を試みるがことごとく失敗してしまい、怒りのあまり暴走し並盛中に攻めて来る。雲雀と彼を説得していた了平により返り討ちに遭うも、結果的に二人の認定を成功させたことになった。霧の試験ではリボーンの命を受け、（腕章を奪うという強引な手段で）雲雀を黒曜に連れ出した。
【虹の呪い編】
シモンファミリーに協力を依頼するものの、スカルチームのリーダーに選んだ炎真以外からは断られてしまい、そのまま代理戦争に参加。
代理戦ではアルコバレーノのメンバー内で最初に呪解し、スクアーロ、ベルフェゴール、ルッスーリア、レヴィ・ア・タンによる一斉同時の大技攻撃から炎真の盾となり守り抜く。それを目撃したアーデルに認められシモンファミリー全員と協力体制を結べた。
2日目の戦闘時間終了間際、バミューダによる卑劣な襲撃に遭う。ヘルメットごと顔面を破壊され、アルコバレーノ・ウォッチを奪われ病院に運ばれる。脳が無事だったため一命を取り留め、全チームによる対バミューダ戦においては包帯を巻きつつ無事な姿を見せている。
ヴェルデ
声 - 河野匡泰
緑色のおしゃぶりを持つ、雷のアルコバレーノ。相棒にワニのケイマンを連れている。
アルコバレーノになる前の経歴は不明。科学者としての技術や知識はトップクラスで、マッドサイエンティストとして知られている。光学迷彩の研究を行っており、ツナの命を狙い、二人の刺客のトラス・ティベル（声 - 林伊織）とパレンツァ・ニキータ（声 - 下崎紘史）を送り込んできた。
【未来編】
同じ秘密結社の仲間で科学者であるイノチェンティ、ケーニッヒと共に匣（ボックス）を開発した三人の発明家の一人であるが、イノチェンティと同様に謎の変死を遂げている。
【アルコバレーノ編】
すでに匣の研究を行っており、試作品の匣をマーモン（バイパー）に提供し密かに報告を受けている。アルコバレーノの輪にも入らず、自身の研究のためにリボーンたちを襲撃し、ツナたちからボンゴレリングを強奪しようとする。非73線に近い物質(ある研究の途中で偶然発見した物質だと表現している)を開発し、これを用いて自分以外のアルコバレーノを全て拘束する事にも成功した。自分の居場所を捜しあてたツナに第7の試練「直感力」クリアの印を与えた後、匣を完成させるため逃走する。
必殺技は「エレットリコサンダー」、強力な電撃により相手の身動きを取れなくする。
【I世ファミリー編】
雷の守護者であるランボの家庭教師にしようと、リボーンが声を掛けたというがなかなか姿を見せず、心配されていた。実はアルコバレーノの試練において、ランボの耐電能力に興味を示しており、試験当日はその能力を分析するためにランボたちに実験を行った。当初は単なる妨害工作にしかなっていなかったが、結果的にはこのことがランボの試験を成功させた要因になっており、リボーンは立派な家庭教師と評価していた。霧の試練では、黒曜近辺に潜んで様子をうかがっていたが、風に見つかってしまい、リボーンたちの元へ出向いた。
【虹の呪い編】
ヴェルデチームに選んだ骸たち黒曜ファミリーと手を組み、代理戦争に参加。幻術を実体化させる装置を開発して、骸たちのサポートを行う。本人はリボーンに一泡吹かせられれば良いと思っており、虹の呪いの解除に関しては二の次であり、復讐者達が参戦した時には、これ以上続けても自身の生命が危ないことなどから、骸に代理戦争を降りても構わないと言っている。
バイパー
声 - 宍戸留美
藍色のおしゃぶりを持つ、霧のアルコバレーノ。相棒にカエル（巻きガエル）のファンタズマを連れている。死んだと伝えられていたが、ヴァリアーの幹部「マーモン」と名乗っている。守銭奴で金には目がない。超一流のサイキッカーで、幻術の達人でもある。
詳細はボンゴレファミリー#ヴァリアーを参照。
ラル・ミルチ
声 - 鈴木真仁 / 演 - 新原ミナミ
アルコバレーノに準じた存在。濁った色のおしゃぶりを持つが、「なりそこない」であるため、アルコバレーノにはカウントされていない。コロネロの教官でもある。
詳細はボンゴレファミリー#門外顧問組織CEDEF（チェデフ）を参照。

### アルコバレーノ関係者
チェッカーフェイス
リボーンたちの前に現れ、仕事を依頼し最後はリボーンたち7人をアルコバレーノにした謎の男。鉄の帽子と仮面をしている。
正体は73（トゥリニセッテ）を管理している人物で、大昔からその時代の最強の7人を選出し、アルコバレーノにしてきた。
神出鬼没な男で、バミューダたち復讐者さえも虹の代理戦争まで、その足取りをつかむことができなかった。実は10年後の世界でツナたちの前に現れた「川平のおじさん」であり、彼の持つ「気配のヘルリング」によって自分の気配を消していた。大昔から存在する地球人の古代種と言える存在で、ツナの「死ぬ気の到達点」での炎の量の約十倍の炎を呼吸同然に生み出せるなど、現在の地球人と生物として圧倒的に異なる。地球の生命を守る装置である73を守ることを使命としてきたが、時を経るごとに仲間が死んでいったことでアルコバレーノを人柱にすることで、なんとか炎を灯していた。さらに仲間がユニの先祖であるセピラだけになり、ボンゴレリングとマーレリングを産み出し、それをジョットとセピラのファミリーに託した。代理戦争に優勝したツナをアルコバレーノにしようとしたが、ツナの案を聞いたタルボによっておしゃぶりの炎を半永久的に灯せる器が生み出されたことで、おしゃぶりの件をタルボに任せ、その動力源である夜の炎を灯す役を自ら引き受けたバミューダに感謝を述べた。そして、ツナたち全員によって器に炎が注がれたことにより、現アルコバレーノの呪いを解いた。
尾道（ヲノミチ）
チェッカーフェイスの部下。「フフッ」「ホホッ」「ハハッ」とよく笑う。代理戦争前にリボーンたちにバトラーウォッチを届け、ルール説明をした。物忘れがひどく、腕中にカンペを書いていて、刺青のようになっている。重要な呪解の説明も、スカルに説明する時まで忘れていた。代理戦争中は、自身が出向いたり、時計を通して審判の役割を務めていた。
アルコバレーノのことは知っているが、代理戦争の真の目的などは教えられていなかった。

## マフィア

### キャバッローネファミリー
ボンゴレファミリーの同盟ファミリーの1つ。同盟勢力としては3番目に規模が大きく、5,000のファミリーを持つ。
ディーノ
声 - 鎌苅健太 → KENN
演 - 山田ジェームス武
10代目ボス。金髪で鳶色の瞳を持つ青年で、通称「跳ね馬」。年齢は22歳。2月4日生まれの水瓶座。O型。身長183cm。体重72kg。好物はピザ。嫌いなものは民を大事にしないマフィア。好きな言葉は「頼みます、ボス!」。趣味はドライブ（助手席にロマーリオ）。左半身にはキャバッローネファミリーのボスに受け継がれる刺青がある（これは普通の刺青とは違い、ボスにふさわしい者になった時に浮かび上がる）。
少年時代は9代目ボスだった父親によって、マフィアの候補生など普通の学校に通うには問題のある子供を集めた学校に通わされており、ヴァリアーのスクアーロとはそのころの同期。小説版では、敵前逃亡したために結果的に父親を死なせてしまった自分にボスの座を継ぐ資格はないと、一度部下のロマーリオにボスの座を譲ろうとしたことがある。この当時リボーンを家庭教師にしていたことから、ツナを弟弟子としてかわいがっている。普段からツナの肩を持つが、協定によりボンゴレの一大事には表向き干渉できないため、裏方に回ることが多い。なお、ヴァリアー編では雲雀の家庭教師を務めた。ツナたちが10年後と入れ替わったころにはすでにリングの炎に注目しており、10年後に飛ばされる前の雲雀に炎の灯し方を指導している。
かつては弱気で臆病だったため「へなちょこディーノ」と呼ばれていたが、昔キャバッローネを潰そうとした、イレゴラーレファミリーとの戦いを通じ（小説版のみの設定）、「跳ね馬」へと見事な成長を遂げた。武器の「跳ね馬のムチ」とエンツィオは、この時リボーンの相棒・レオンの体内で生成されたもの。ファミリーと街の皆を守りたいという一念で才能を開花させたが、逆にそれが仇となり、ファミリーの前では優秀なボスだが1人になるとその実力は激減し、極度の運動音痴になるという、ある意味での究極のボス体質。そのため、常日頃からロマーリオを初めとする部下が付き従っている。面倒見が良く人柄も良いことから、部下や地元の住民からも慕われている。
【未来編】
- 炎の属性：大空
- 所持リング：大空系リング
- 所持匣：天馬

10年後も、周囲に部下がいないと実力が発揮できないのは変わっていない。10年後はボンゴレ狩りの対象となり、イタリアでミルフィオーレファミリーの第14トゥリパーノ隊との戦闘で膠着状態となっていると伝えられた。その後、メローネ基地攻略後のツナたちのいるアジトにかけつけ、ボンゴレメンバーの総合教師を務めている。チョイス会場にはボンゴレファミリーでないため呼ばれていなかったが、基地ユニットにこっそり忍び込んでついて来ていた。ユニを匿って逃亡後は、単独で並盛中に向かった雲雀を追ってデイジーと交戦。白蘭の能力によって攻撃を見切っていたデイジーの前に追い込まれるが、雲雀によって窮地から救い出されている。
【継承式編】
ボンゴレファミリーボスの継承式に出席するため来日。
【虹の呪い編】
リボーンの頼みで来日し、リボーンチームの一員になる。
エンツィオ
声 - 堀田勝
ディーノのペットであるスポンジスッポン。8月29日生まれのおとめ座で9歳。平常時は身長15cm、体重0.5g。普段は大人しいが水を吸うことで巨大・凶暴化する。跳ね馬の鞭とともにレオンから生み出され、リボーンにレオンをくれと言ったら、代わりにもらっている。
ロマーリオ
声 - 永野広一 / 演 - 新田健太
キャバッローネファミリーの幹部の一人で、ディーノの右腕。メガネと口ひげが特徴。年齢は38歳。7月21日生まれのかに座。A型。身長185cm、体重75kg。出身国はブラジル。医学の心得はあるが、「男の治療」と称し大雑把な看護をする。
リング争奪戦での雲雀とディーノの特訓のころから、雲雀の部下・草壁哲矢とは飲み友達となっているというエピソードが、単行本巻末で描かれた。
【未来編】
10年後もディーノの側近をしており、ディーノがボンゴレのアジトにいる際に一緒に付き添っている。

マイケル・チアーヌ
キャバッローネファミリーになぜか所属している元テニスプレーヤー。山本と羽根突きで勝負した。アニメでは、別のキャラクター（ブルータス）が登場したため未登場。
ボノ・ヒューソン
キャバッローネファミリーの一員、ディーノの部下。遠投124mを誇る強肩。
イワン・ドレイコ
キャバッローネファミリーの一員、ディーノの部下。パンチ力は230kgある。
ブルータス
声 - 松本忍
アニメオリジナルキャラクター。キャバッローネファミリーの一員、ディーノの部下。マイケルの代わりに山本と羽根突きをした。

### トマゾファミリー
イタリアの古豪マフィアで、ボンゴレファミリーとは、マフィア創成期に2代目同士が殺しあった間柄。そのため、作中現在においても対立関係にある。ボスの名前として代々「ロンシャン」が受け継がれている。世界各国にアジトが存在し、多くのファミリーが滞在しているが、日夜原因不明の内乱が繰り広げられている。アニメ版では登場しない。
内藤 ロンシャン（ないとう ロンシャン）
赤毛でツンツン頭のお調子者の少年。トマゾファミリー8代目ボスで、2年生進級時にツナと同じクラスになった。年齢は14歳（中学2年生）。8月9日生まれの獅子座。A型。身長163cm、体重53kg。出身国は日本。好きなテレビ番組は相撲中継。好きな容器は魚型。好きな漬物はナスのぬか漬け、しば漬け。嫌いなものは周囲の舌打ち。弁当の醤油入れ、紅しょうが、商店街の福引券など所帯じみたものを多数集めており、それによって部屋は散らかり放題となっている。
友好的になろうとツナに寄り添ってくる。「ピースピース」が口癖で、時には意味の分からない発言もみうけられる。普段は底抜けに前向きで明るく脳天気な性格だが、その分嘆き弾による効果は大きく、それにより学級委員長選挙でツナに勝利している。登場毎に違う彼女を連れているが、特徴的で人間かどうかすら疑わしい女性ばかりである。挙句の果てには、ヴァリアー編に登場したゴーラ・モスカを女と思い恋心を募らせていた。過去に飼っていた愛犬のポチを親友と呼ぶほど溺愛していたが、散歩中に他界したらしい。
黒曜中との戦いからは下記の式典を除いては出番がなく（公式キャラクターブック Vongola77の小説版では登場）なり、最終回にも作中では登場しなかった。
【未来編】
10年後は、沢田綱吉らと接点があったため、ボンゴレ狩りの対象となり襲われ、行方不明となっていて登場しなかった。
【継承式編】
ボンゴレファミリーボスの継承式に出席。

マングスタ
トマゾファミリー所属、内藤ロンシャンの部下で専属の家庭教師。43歳。3月23日生まれのおひつじ座。A型。身長185cm。体重72kg。出身国イギリス。嘆き弾の使い手。
パンテーラ
トマゾファミリー所属、内藤ロンシャンの部下。風車を武器として使うロリータ・ファッション風の服に身を包んだ少女。14歳。6月22日生まれのかに座。AB型。身長158cm。体重45kg。出身国イタリア。なぜかロンシャンの命を狙っている。
ルンガ
トマゾファミリー所属、内藤ロンシャンの部下。ロック好きの少年。13歳。1月27日生まれのみずがめ座。B型。身長105cm。体重51kg。出身国日本。情報収集を専門にしている。富士の樹海に一年に一度だけ咲く花を渡した人にしか心を開かないらしい。

### 黒曜
イタリアの復讐者（ヴィンディチェ）の牢獄から脱獄した、六道骸を主とした8人の凶悪犯。日本に渡って一週間で黒曜中を乗っ取った後、並盛中学生を襲撃する事件を起こしてきた。8人には黒曜中学の制服を着ている共通点はあるものの、全員が中学生に相当する年齢というわけでもなく、日本人の名前を名乗っている者はいるものの、彼らが皆日本人というわけでもない。廃墟と化した黒曜センターという複合娯楽施設内にある黒曜ヘルシーランドを活動の拠点としている。
- 六道骸とクローム髑髏については「ボンゴレファミリー#ボンゴレX世の守護者」を参照。

柿本 千種（かきもと ちくさ）
声 - 豊永利行 / 演 - 稲垣成弥
マフィアの刑務所を脱獄した3人組の中の1人で、六道骸の部下。年齢は14歳。10月26日生まれの蠍座。AB型。身長182cm。体重66kg。嫌いな食べ物はカニ（食べるのが面倒だから）。嫌いな言葉は「根性」、「一所懸命」。好きな音楽ジャンルはテクノ系。趣味はヨーヨー。犬やM・Mからは「柿ピー」と呼称される。無口で無愛想な性格。口癖は「めんどい」。原作では一人称を言う描写は無いがアニメでは「俺」と言ったことがある。猫背・眼鏡・ニット帽・左頬のバーコードが特徴（バーコードを読み取ると五円らしい）。見かけによらずタフで、獄寺のダイナマイトを至近距離で喰らっても簡単には倒れなかった。犬に対し皮肉まじりに気遣ったりするなど、仲はいい様子。
遠隔操作武器「ヘッジホッグ」という側面から毒針を放つ刃物状ヨーヨーを操る。その毒は強力で、人を簡単に殺められる。ヨーヨー自体で切り裂くこともでき、中遠距離戦闘では凄まじい殺傷能力を誇る。1度は獄寺と相打ちになったが黒曜本部で再戦。互角に戦闘するが、自由の身となった雲雀に倒される。ツナと骸の戦闘では、憑依弾の力によって骸に操られる。決着後は、骸共々復讐者に連れ去られる。
【VSヴァリアー編】
後に骸の助けにより「復讐者の牢獄」から脱獄。クローム髑髏と合流し、対ヴァリアーの霧戦でツナらボンゴレ守護者と接触した。
【未来編】
5年前にクローム・犬と共に、骸奪還のために復讐者（ヴィンディチェ）の牢獄に突入を試みるが失敗、消息不明となった。その後、骸とともに幻覚として10年前の姿で現れグロ・キシニアに勝利する。
その後、10年後の千種自身も、復讐者の牢獄を脱獄した骸やフランと合流した。

城島 犬（じょうしま けん）
声 - 内藤玲 / 演 - 椎名鯛造
マフィアの刑務所を脱獄した3人組の中の1人で、六道骸の部下。年齢は14歳。7月28日生まれの獅子座。O型。身長172cm。体重60kg。好物はガム。好きな動物は鳥（うまそうだから）。趣味は駄菓子屋巡り、ケンカ、ゲーム。好きな言葉は「けんらじょうろう（喧嘩上等）」。風呂が嫌いでめったに入らない。千種とは正反対のひょうきんかつ軽薄で楽天的な性格だが、その反面気性が荒く喧嘩っ早い。舌足らずな口調と、語尾に「- びょん」と付けるのが特徴的。クローム髑髏のことを「ブス」と言ったり「認めてない」なども酷い言葉を投げているものの彼女の危機に動揺を見せるなどなんだかんだで気にかけている様子。
武器は特に持たないが、カートリッジ型の歯を取り替えることによって、様々な動物の能力を得ることができる。了平を倒すが黒曜本部で山本と対戦し敗北。その後、復活し獄寺を背後から急襲するが、雲雀に一撃で倒される。ツナと骸の戦闘では、憑依弾の力によって骸に操られる。決着後は骸共々復讐者に連れ去られる。
【VSヴァリアー編】
後に骸の助けにより「復讐者の牢獄」から脱獄。クローム髑髏と合流し、対ヴァリアーの霧戦でツナらボンゴレ守護者と接触した。敵である自分たちを心配していたというツナに反発しつつも戸惑っている。クローム髑髏を邪険に扱うような描写があるものの、ピンチに駆けつけて助けるなど別段嫌いではない様子。アニメではむしろ、大空戦で体育館を映さないチェルベッロに向かって文句を言ったり、安否を気遣ったりと、髑髏を微妙ながらも思う一面を見せている。
【未来編】
5年前にクローム・千種と共に、骸奪還のために復讐者（ヴィンディチェ）の牢獄に突入を試みるが失敗、消息不明となった。その後、骸とともに幻覚として10年前の姿で現れグロ・キシニアに勝利する。
その後、10年後の犬自身も、復讐者の牢獄を脱獄した骸やフランと合流した。

M・M（エム・エム）
声 - 石井翔子 / 演 - 平山りの
六道骸たち脱獄仲間の1人。女性。骸によって金で雇われ、ツナの命を狙う。極度の守銭奴で「金がすべて」、「男は金」がモットーであり、「付き合うなら骸ちゃんがいいわ」とも公言している。骸達3人以外の脱獄仲間では唯一の中学生の年齢である。武器はクラリネット。年齢は15歳。7月3日生まれの蟹座。B型。身長161cm、体重47kg。出身国はフランス。
必殺技はクラリネットから特殊な音波を飛ばし、物質の分子を振動させて沸騰させる「バーニングビブラート」。また接近戦においてはクラリネットをヌンチャク（アニメでは三節棍）のような形状にして殴る。黒曜本部でビアンキと対戦し、彼女の究極奥義「千紫毒万紅」と愛の力の前に敗北する。「MM」とデザインされたカバンを所有しているが、逆さまに置くと「WW」に見えることを嫌っている。
【未来編】
復讐者の牢獄を脱獄した骸やフランと合流し、最終決戦に合流しようとするクローム髑髏に対して骸の居場所を教える。

バーズ
声 - 平野貴裕
六道骸たち脱獄仲間の1人。双子の殺し屋ツインズを操る老獪で残虐な謀略家。趣味は鳥を飼うことと人を驚かせること。年齢は37歳。10月10日生まれの天秤座。O型。身長148cm、体重62kg。出身国はアメリカ。
無防備で無知で無能な人間が、驚いた時の顔を見ると興奮して鼻血を出す（アニメでは鼻血は出さない）。いわゆる頭脳派のため、格闘などの実戦は苦手な上に弱く、獄寺に一発でやられてしまうほど。バーズが飼っていた鳥のうちの一羽は雲雀に懐き、いつからかは不明だがハルから「ヒバード（声：田中理恵）」の名を与えられて、飼われている。
ヂヂ&ジジ（ツインズ）
声 - 内藤玲（ジジ）、前田剛（ヂヂ）
六道骸たち脱獄仲間の2人。バーズに忠実な双子の殺し屋。年齢は24歳。12月13日生まれの射手座。A型。身長200cm、体重85kg。出身国はアメリカ。アニメ版の名称は「ブラッディツインズ」。
刑務所にいる10年間ずっと拘束具を外してもらえなかったほどの凶悪な連続殺人鬼。化け物のような顔立ちで「双子の悪魔」の異名を持つ。「ギイイ」という叫び声以外台詞はなく、言葉を喋れるかどうか不明である。バーズの指令を受け、京子とハルに硫酸をかけようと試みた（アニメでは長い爪を使用していた）が、ジジはシャマルのトライデント・モスキートに敗北し、ヂヂは大人イーピンの拳法「高三元（ハイサンゲン）」の前に敗れ去る。
ランチア
声 - 前田剛 / 演 - 川上将大
六道骸たち脱獄仲間の1人。六道骸に操られ、六道骸の影武者として動いていた男。顔に2本の切り傷がある。年齢は25歳で、メンバーの中では2番目に年長。12月15日生まれの射手座。O型。身長194cm、体重81kg。好きなものはビリヤード、ラザニア。嫌いな食べ物はツナの家で出た梅干し。最近気になることは、子供に好かれる理由が分からないこと。
かつては北イタリアのマフィアの最強の用心棒で、孤児の自分を引き取り、それこそ本当の家族のように大切にしてくれたファミリーたちと楽しく過ごしていた。その後ボスが引き取って来た同じく孤児の骸を弟分としてかわいがっていたが、骸によって操られた状態でファミリーを皆殺しにしてしまい、その罪の意識に付け込まれ骸の忠実な奴隷と化した。巨大な鋼球の武器「蛇鋼球」をいとも容易く操るほどの怪力の持ち主。だが最も得意とするのは肉弾戦である。攻撃時に罪悪感が残るため目を閉じて攻撃しなければいけなかったり、鋼球でなければ止めを刺せない。凶悪な顔立ちとは裏腹に心優しく、また面倒見もいいため、子供から好かれやすい。
ツナと骸の決着後は、解毒された後に復讐者によって連れ去られた。
【VSヴァリアー編】
大空戦の前日に特例で「復讐者の牢獄」から解放され、対ヴァリアー大空戦では差し向けられたヴァリアー先鋭50人を1人で壊滅に追い込み、ツナたちを危機から救った。リング争奪戦終了後は沢田家に短期間滞在した後、再び亡くなったファミリーの家を回る旅に出る。その際ツナに、北イタリア時代のファミリーのボスの形見のリングを渡した。

### ミルフィオーレファミリー
10年後の世界で猛威を振るうファミリー。マフィア界の各ファミリーに代々伝わるリングと匣（ボックス）を次々に奪い、急激に力をつけた。その力でボンゴレ狩りを行い、現代のツナがやってくる2日前、ボンゴレ本部を壊滅状態に追い込んだ。ボンゴレに交渉の席を用意するも、やってきた10年後のツナを殺害。ボンゴレに関わりのある人間のほとんどを抹殺している。
元々は白蘭率いる新進気鋭の「ジェッソファミリー」と、ユニ率いるボンゴレと同等の歴史を持つ「ジッリョネロファミリー」という2つのファミリーが合併してできたものであり、ジェッソファミリーを母体としている。ジェッソの出身者は白い制服に身を包んだ「ホワイトスペル」、ジッリョネロの出身者は黒い制服に身を包んだ「ブラックスペル」として活動している。ホワイトスペルは緻密で狡猾な戦いを得意とし、ブラックスペルは実戦で慣らした猛者が多い。しかし、γを始めとするアフェランドラ隊の行動や入江の言動などから、ホワイトスペルとブラックスペル間には多少の軋轢が垣間見える。なお、「ミルフィオーレ（mille fiore）」とはイタリア語で「百花蜜」を意味し、直訳では「千の花」。「ジェッソ（gesso）」とは「石膏」、「ジッリョネロ（giglionero）」は「黒百合」の意味。
ボスの白蘭をはじめグロ・キシニアや入江正一など、作中の勢力中で有数のメンバー数を誇っており、全員がホワイトスペル（頭脳派）とブラックスペル（武闘派）に分類される。メンバーにはF級からA級までの階級分けがされており、その中でもA級（ランク）以上の精鋭6名は「6弔花」（ろくちょうか）と呼ばれマーレリング（後にランクAの石で造った偽物と判明）を所持している（ボンゴレファミリーや、ブラックスペルの前身であるジッリョネロファミリーにおける守護者に該当する）。また、6弔花のうちホワイトスペルの3名には、白蘭からメイン匣とサブ匣を授けられている。後に「真6弔花」（リアルろくちょうか）が登場。その存在は白蘭以外、誰も知らなかった。
以下、部隊名となっている花の名前、所属（W：ホワイトスペル、B：ブラックスペル）、隊長、副隊長。第0部隊は本来は白蘭の親衛隊だが現在は存在せず、部隊名の「パフィオペディラム」は本部タワーのことを指す言葉として用いられている（後に出現した真6弔花がこの第0部隊に相当する）。
| 部隊ナンバー                       | 部隊名となっている花 | 所属 | 隊長                 | 副隊長               |
| ---------------------------------- | -------------------- | ---- | -------------------- | -------------------- |
| 第0部隊 パフィオペディラム         | パフィオペディラム   | -    | 白蘭                 |                      |
| 第1部隊 カレンドラ                 | キンセンカ           | B    | ユニ                 |                      |
| 第2部隊 ローザ                     | バラ                 | W    | 入江正一             |                      |
| 第3部隊 アフェランドラ             | アフェランドラ       | B    | γ                    |                      |
| 第4部隊 チクラミーノ               | シクラメン           | B    |                      |                      |
| 第5部隊 オドントグロッサム         | オドントグロッサム   | B    |                      |                      |
| 第6部隊 ムゲット                   | すずらん             | W    |                      |                      |
| 第7部隊 フィオーレ・デル・コトーネ | 綿                   | W    |                      |                      |
| 第8部隊 グリチネ                   | フジ                 | W    | グロ・キシニア       | ジンジャー・ブレッド |
| 第9部隊 ジラソーレ                 | ひまわり             | B    |                      |                      |
| 第10部隊 ニジェッラ                | ニゲラ               | W    |                      |                      |
| 第11部隊 ヴィオラ                  | すみれ               | B    |                      |                      |
| 第12部隊 カメリア                  | つばき               | W    | アイリス・ヘプバーン |                      |
| 第13部隊 バルミサーナ              | ホウセンカ           | W    |                      |                      |
| 第14部隊 トゥリパーノ              | チューリップ         | B    |                      |                      |
| 第15部隊 デンテ・ディ・レオーネ    | タンポポ             | W    |                      |                      |
| 第16部隊 ロドデンドロ              | しゃくなげ           | B    |                      |                      |
| 第17部隊 アクイレージャ            | オダマキ             | B    |                      |                      |

#### ホワイトスペル
白蘭（びゃくらん）
声 - 大山鎬則 / 演 - 仲田博喜
- 所属：第0バフィオペディラム隊
- 階級：ボス
- 炎の属性：大空
- 所持リング：大空のマーレリング

ミルフィオーレファミリーの若きボス。白髪で三白眼の青年で、左目の下には三つ爪のマークがある。3月14日生まれの魚座。血液型はA型で身長183cm、体重73kg。一人称は「僕」。食道楽で、アニメの第4期オープニングでは、マシュマロを食べる姿が描かれていた。常に飄々としており捉えどころのない態度で人と接し、レオナルド・リッピの正体や入江の真意に気づきながらも見逃すといった快楽主義者のような態度も見せる。その反面、ボンゴレ狩りや幻騎士を切り捨てた例のように冷徹な一面もある。その本性から桔梗に「崇拝すべき悪魔」と呼ばれている。
未来を変えようと試行錯誤を繰り返して10年後を訪れていた入江と出会った際、自らの持つ異なった可能性の未来の自分と意識や知識を共有できる能力に気づく。その結果卓越した頭脳や権力を持つに至り、73を覚醒させて全知全能の神になることを目論むようになる。ツナたちが訪れた世界が唯一白蘭に支配されていない世界とのことだが、世界征服を遂げたいずれの世界でも73を全て集めても力を発揮できていないという。前述の能力はユニによるとかなり衰えているようで、現在では一回の使用で一つのことしか知れず、大幅に体力を消耗してしまう。その上、パラレルワールドの自分との共有により、実体は事実上一つしか存在しないため、どこかの世界で倒されると、全てのパラレルワールドにいる存在も消滅するという。
入江とは大学時代からの付き合いで気の合った間柄であったが、いつしか反意を抱いたことにも気づいており、入江には無断でマーレリングの偽物を作り6弔花に与え、本物のマーレリングは独自に選定した真6弔花に与えていた。また、ユニに対してはマーレリングを手に入れるために薬物を投与し、自らの意のままに操っていた。白龍という、彼だけの匣兵器を所持している。
その戦闘能力は非常に高く、グイド・グレコに憑依した骸を軽く退けるほどである。真六弔花がほぼ倒された戦場に登場し、GHOSTから転送された圧倒的な量の死ぬ気の炎によって当初はツナを圧倒する。この状態では背中に死ぬ気の炎の翼が生えており、白蘭はこれを「人間を越えた存在であることの象徴」だと語っている。
しかし、ボンゴレリングの枷が外されたことでツナに徐々に圧倒されて翼をもがれ、ドス黒い血のような翼を発生させる。最終的にX BURNERとの撃ち合いで決着をつけ、自分の思想を理解してくれるようにツナに求めるも、ツナに無言で否定されたことで心から敗北を認めて消滅した。
「人と接して胸がくすぐったくなることもあるし、面白いものや楽しいこともあるけど、社会や人がただの景色に見えるほどこの世界が気持ち悪かった」という動機で犯行に及んでおり、実際改変前の未来世界は彼にとっては満足な世界だったが、その点においてまともな感覚を持ったツナたちにとってはあまり理解し難いことであった。
【継承式編】
白蘭と思しき人物が、シモンファミリーの水野薫によって重傷を負った山本の病室に現れ、パラレルワールドで得た知識によって回復させている。
ボンゴレによって24時間ずっと監視されているが、行動的・思想的に危険性は0であるとのこと。
【虹の呪い編】
虹の代理戦争の開催と同時にボンゴレの監視下から脱走し、現代のゴースト以外の真6弔花を集め、γたちと共にユニの代理となった。その後、一人日本に渡り、ツナたちの前に現れユニの代理になったことと、代理戦争に備えリボーンチームに同盟を組むことを持ちかける。
代理戦争2日目にツナを庇って脱落するが、その際にユニの代理となった経緯と彼女への思いをツナに語った。

入江 正一（いりえ しょういち）
声 - 豊永利行 / 演 - 佐伯亮
10年前、並盛町の沢田家の近所に住んでいた眼鏡をかけた少年。当時の年齢は14歳。日常編では一度きりの登場だったが、未来編で重要人物として再登場した。12月3日生まれの射手座。A型。身長155cm、体重48kg。両親と姉1人の4人家族。初登場時は、自宅のマンションにRPGと一緒に飛ばされてきたランボを沢田家へと連れて行ったが、沢田家で相次いで起こった出来事と非常識な者たちに混乱して卒倒した。ツナ同様、まともな人間が一人もいない本作品におけるツッコミキャラかつ常識人である。アニメでは、有名私立中学に通っている。
【未来編】
- 所属：第2ローザ隊（隊長）
- 階級：A級
- 炎の属性：晴
- 所持リング：晴のマーレリング（偽）
- 所持匣：メローネ基地

12月3日生まれの射手座。血液型はA型で身長173cm、体重69kg。ミルフィオーレ・ホワイトスペル第2ローザ隊隊長兼メローネ基地最高責任者。6弔花の1人であり、晴のマーレリングを所持している。胸にはローザ隊の証である薔薇の胸章を付けている。メローネ基地自体を自分の匣として建造しており、苔を活性化させることによって意のままに組み替えることが出来る（アニメでは基地自体も移動させた）など、植物を利用して侵入者に対する防御機構としている。好戦的であるブラックスペルのメンバーを快く思っていないが、同じ技術者であるスパナのことは認め、評価しているようである。かなり神経質で、ストレスで腹痛を起こす体質（過敏性腸症候群）である。綱吉・リボーンによると「ひょうきん」「抜けている」。
10年前のランボとの遭遇の少し後、自室に置いてあったボヴィーノファミリーの木箱を誤って落としてしまい、10年バズーカの弾に被弾して10年後の白蘭と初めて出会った。未来を変えるべく改めて訪れた世界で白蘭と出会い、その出会いが原因で白蘭が特殊な能力に気づいたとされている。その後訪れたいずれの世界も白蘭によって世界征服されたであったことで重大さに気づいたが、未来の世界では白蘭の野望は止められないと判断した10年後の自分によって、10年バズーカの知識と白蘭の情報を5年間抹消される。その後は未来の自分による手紙に従って生活し、高校進学後は工学系に才能を発揮してロボットコンクールに出場し、当時スパナとはライバルであった。大学はアメリカの工科大学へ進学し白蘭と出会って充実した大学生活を送る（このころチョイスを考案している）が、その最中で封じられた記憶を思い出す。
白蘭を止めねばならないという使命感からミルフィオーレファミリー内部から反白蘭に行動を進め、10年後までに10年後のツナや雲雀とともに10年前の守護者らを呼び寄せる作戦を立てた。その際10年前の守護者と入れ替わりで10年前に送られる10年後の守護者は、事情を知らないがゆえに10年前で余計なことをしないように「白い装置」によって分子レベルで保存された。なお、入江によるとツナたちがたどり着いた未来は唯一白蘭に征服されていない未来であり、かつ唯一入江とツナが出会っている世界でもある。ボンゴレボスと入江が出会っていたがゆえにボンゴレ匣が作られた世界であり、10年後のツナが入れ替わる前にボンゴレ匣は、作戦を知る中で唯一この世界に残る入江が預かることとなった。
入江の行動を怪しんだ白蘭によってチェルベッロ機関が監視役として付けられていたが、10年前のツナたちの突入によってメローネ基地の機能が麻痺した折に監視役を眠らせ、10年後のツナたちとの作戦を告げ、ボンゴレ匣を託して自らもスパナとともにボンゴレファミリーへ協力を申し出た。チョイスに向けてはスパナとともに可動式の基地ユニットを作り上げ、ツナ、獄寺、山本、スパナとともにチョイス自体にも参加。メインターゲットに選ばれスパナとともに基地から3人をサポートしたが、奇襲をかけた桔梗の攻撃を受けて敗北、重傷を負うも、了平の「晴コテ」の力とリボーンの治療により一命を取り留める。野心から悪事を働いた白蘭に恨みを持つ登場人物の中で、彼を心の底までは憎みきれていなかった。
【継承式編】
　ユニから未来での戦いの記憶を貰い、その記憶を元に現代のスパナと連絡を取り合っている。そして、直接合わなかったが、シモンとの戦いに備えるツナにスパナから届けられた新しいアイテムを届けた。
【虹の呪い編】
　現代のスパナと共にユニチームと合流し、ヴェルデの装置の対策に当たった。

グロ・キシニア
声 - 川原慶久 / 演 - 三好大貴
- 所属：第8グリチネ隊（隊長）
- 階級：A級
- 炎の属性：雨
- 所持リング：雨のマーレリング（偽）
- 所持匣：雨巨大イカ（メイン）、雨フクロウ（サブ）

6弔花の一人。白蘭曰く、「下種なのに強い」。10年後の骸を倒したなど、強さは本物（それさえも骸の計画だったが）。おかっぱ頭。
白蘭から与えられた雨のマーレリングとサブ・メインの匣、また接近戦用として馬上鞭を所持。女性を傷めつけることを好むといった常軌を逸した性癖を持ち、戦闘により傷だらけになり服が破れたクロームの姿に興奮していた。常識に縛られない考え方や、素早く状況を把握するなどの冷静さを持つが、興奮すると右目の周りがピクピクする、単語を三回復唱するなど変わった癖がある。現代のクロームを黒曜ランドで襲い、最初は有利に戦いを進めるが、有幻覚により作られた骸、犬、千種により翻弄され敗れ去る。一命は取り留めるものの顎の骨を折るなどの重傷を負ってしまうが、クロームのバッグに発信機を仕込み、ボンゴレ地下秘密基地発見のきっかけを作った。
ジル
声 - 上山竜司 / 演 - 樋口裕太
- 階級：A級
- 炎の属性：嵐
- 所持リング：嵐のマーレリング（偽）
- 所持匣：嵐コウモリ

6弔花の一人。ベルフェゴールの双子の兄で、本名はラジエル（Rasiel）。年齢は26歳。12月22日生まれの射手座。嵐のマーレリングを所持しており、常に王族の椅子に座りながら飛んで移動する。
ベルフェゴールによって幼少期に殺害されたと思われていたが、密かに生き延びていた所を白蘭の能力によって発見された。腹部にはベルフェゴールと左右対称のアザと、ベルフェゴールの攻撃によって付けられた多数の傷がある。イタリア戦線の指揮官として執事のオルゲルトを伴いつつ登場し、ベルフェゴールとフランを嵐コウモリで撃破し（実際はフランによる幻覚だった）、XANXASを倒しに城へ直行する。城をオルゲルトに３体の巨雨象で破壊させ、それによりXANXUSを倒そうとするも失敗。交渉すると見せかけながら嵐コウモリの奇襲で攻撃するも敵わずXANXUSの天空嵐ライガーによって石化し、憤怒の炎の銃弾を受けて文字通り粉砕されオルゲルト共々死亡した。
レオナルド・リッピ
声 - 堀田勝
- 所属：第6ムゲット隊
- 階級：F級
- 所持リング：- （ヘルリング×2）
- 所持匣:- （眼のヘルリングに似た模様の詳細不明匣×1）

白蘭の伝達係で、白蘭からは「レオ君」と呼ばれている。地味で目立たない容貌の実直な青年。
その正体は、ミルフィオーレに潜り込んだボンゴレの霧の守護者のスパイ。本名はグイド・グレコ。17歳になるまでの間に15人殺害した凶悪犯で脱獄囚。クローム髑髏と同様に、六道骸を憑依させることができる特異体質。本物のレオナルド・リッピは60歳の小男で、行方不明。
ジンジャー・ブレッド
声 - 小林由美子 / 演 - とまん
- 所属：第8グリチネ隊
- 階級：C++級以上、第8グリチネ隊（副隊長）
- 炎の属性：晴
- 所持リング：晴系リング
- 所持匣：晴クモ

魔女風の格好をしている。魔導師の人形（マジシャンズドール）という通り名を持っている。不気味な殺し屋で、マフィヤが壊滅するような抗争で姿を現すとされている。その通り名のとおりに、人形を自分の分身として動かしている。グロ・キシニアの目の動きで発信機を仕込んでいたということを見抜いた。ミルフィオーレ日本支部内でラル・ミルチと交戦。その際、コロネロ殺害の詳細についてをラルミルチにほのめかし、ラル・ミルチの怒りをあおる。結果、ラルミルチがおしゃぶりの力を解放し、真の力を発揮したことで敗退するも、対戦していたのは本人ではなく人形であった。その後もアイリスの加勢で現れ、ツナの完成したX BURNERの直撃を食らい敗退したが、やはり人形であった。
隠し弾3では、クロームの姿に変装して包帯だらけのグロ・キシニアの腕を捻るなど、鬼畜な場面も見られている。
【虹の呪い編】
復讐者のアレハンドロのトランクから、別のふくよかな体型の個体と共に、出現した。その正体は、復讐者アレハンドロが永遠に自分の子となる存在として作られた、本当の人形だった。上記の姿を現す行動も、アレハンドロの命で意図的に抗争を起こさせていたという。ツナ・バジル・炎真に攻撃を仕掛けるも、炎真に動きを封じられ、そのままバジルに一刀両断され倒された。

アイリス・ヘプバーン
声 - 本多知恵子
- 所属：第12カメリア隊（隊長）
- 階級：C++級以上
- 炎の属性：雲
- 所持リング：雲系リング

通称妖花と呼ばれているアフロヘアーのグラマラスな女性。武器はバラ鞭。死茎隊と呼ばれる4人の屈強な男たちを従えている。元々はミルフィオーレ人体覚醒部のただ一人だけの助手であった。雲の炎を纏ったバラ鞭を死茎隊に打って強化させて戦わせている。
ツナとともに行方不明となったスパナを探してジンジャーとともに基地内を奔走、発見した後にツナとスパナを始末すべく死茎隊に強化を施す。終始ツナに圧倒されていたが、スパナがツナに補整コンタクトを制作しているのに気づき、死茎隊を使ってスパナを襲うも、コンタクトにより完成したX BURNERの一撃を食らい、死茎隊もろとも敗北する。大怪我を負ったものの生き延び、その後も白蘭に仕えて復讐者の牢獄にGHOSTを迎えに遣わされたが、その取引は骸の脱獄に利用されてしまった。その後、再びGHOSTを引き取りに向かい、無事解放する。
死茎隊（しけいたい）
声 - 常盤昌平
- 所属：第12カメリア隊
- 階級：不明
- 炎の属性：雲

アイリス・ヘプバーンに従う4人の屈強な男たち。生きがいは「殺戮」と「妖花アイリス」。元々はミルフィオーレ人体覚醒部の博士だったが、当時助手であったアイリスのために、自分で自分の身体を改造した。理性は失っており、アイリスの命令のみに従っている。筋力と関節を増殖することで、腕を伸ばせる。キング・モスカと死茎隊の戦闘データをシミュレーションで戦わせてみたところ、キング・モスカがボロ負けになるという結果を出すほどの力を持つ。ツナとスパナを始末すべく襲撃をしたが、完成したX BURNERの直撃をマッスルスクラムで迎え撃つも、敗北する。その後は登場しないため、死亡あるいは消滅した模様。
また、アニメ版の死茎隊はアイリスが色仕掛けなどで言葉巧みに博士の研究成果を横取りし、自分の手で作り上げたという設定変更が加えられている。
バイシャナ
声 - バロン山崎
- 所属：第7フィオーレ・デル・コトーネ隊
- 階級：C++級以上
- 炎の属性：嵐
- 所持リング：嵐系リング
- 所持匣：嵐蛇、嵐クワガタ

ターバンを頭に巻いた恰幅の良い男で、通称白の殺戮者。口癖は「我、〜を所望す」。腕は立つが入江からは危険視されている。匣職人ケーニッヒの最新作である、嵐の分解作用を身に纏う嵐蛇（セルペ・テンペスタ）を使用し、了平を苦しめる。しかし、了平の匣、晴カンガルー（カングーロ・デル・セレーノ）が放った「晴グローブ」を装着した了平の高速自己治癒能力を秘めた拳を分解しきれず、逆転される。が、自身の持つもう一つの匣、嵐クワガタ（C.V.テンペスタ）と嵐蛇の同時攻撃で再び了平を追い詰めるも、元々改造により「アンバランス匣」であった嵐クワガタが了平の拳による炎の超活性により全て暴走・自爆、バイシャナは勝機がないと悟り嵐蛇を放置して逃走するも、最後は了平の極限（マキシマム）イングラムにより嵐蛇を吹き飛ばされ、自身もその下敷きになり敗北する。匣に戦いを任せて自身は何もせず、嵐蛇により一瞬で敗北したため獄寺からは「本体は弱い」と言われる。単行本のコーナーによると、見た目に違わずカレーが好きらしい。
ニコラ
声 - 椙本滋
偵察部隊隊長。ボンゴレのアジトに突入した際に偵察を行っていたが、クロームが彼の姿に変化してメローネ基地に突入したことから、雲雀に倒されたものと思われる。
アニメでは、雲雀がファントムと戦っている場面に登場し、雲雀の雲ハリネズミの球針態による瓦礫の落下に巻き込まれている。
オルゲルト
声 - 高岡瓶々
- 炎の属性：雨
- 所持リング：雨系リング
- 所持匣：雨ペリカン、巨雨象×3

ジルに仕える黒人の執事。幼少期のベルフェゴールの世話も担当していたことがある。仕えるのは将来王となる王子だけとの信念を持ち、長兄たるジルとともに行動している。XANXUSの天空嵐ライガーによって雨ペリカンもろとも石化し、粉々になる。アニメでは砕けずに、地面の穴に落下して消えていった。
カプチーノ
声 - 外波山文明
- 所属：第8グリチネ隊
- 炎の属性：晴
- 所持リング：晴系リング
- 所持匣：蛸の頭

アニメ第111話に登場したオリジナルキャラクター。タコの匣兵器テスタ・ディ・ポルポを使う、黒髪の長髪（テスタ・ディ・ポルポ破壊時に、この髪も消え失せている）の老人。獄寺との対戦の際、匣の名前から了平に「タコヘッドVSタコヘッド」と称された。当初、テスタ・ディ・ポルポの晴れ属性の活性を生かし、獄寺のフレイムアローのダメージを無効化し、戦闘を優位に進めるが、最後は獄寺のSISTEMA C.A.I.にテスタ・ディ・ポルポを破壊され、追い詰められた末に逃走する。
アラキデ
声 - 日野聡
- 階級：D級
- 炎の属性：嵐
- 所持リング：嵐系リング（×2）
- 所持匣：嵐ブーメラン（×2）

アニメ第112話に登場したオリジナルキャラクター。嵐ブーメラン（ブーメラン・テンペスタ）の匣を使用する。パイプだらけの部屋において、刀で戦いにくい状況におかれた山本武を襲った。実は双子でそれを隠し山本を追い込んでいったが、見破られ、最後の足掻きに双子による連携攻撃で山本を襲うも、最後は山本の「篠突く雨」で倒される。アラキデ(Arachide)はイタリア語で「落花生（ピーナッツ）」を指す。

#### ブラックスペル
前身はボンゴレと同等の歴史を持つマフィア「ジッリョネロファミリー」。ボスは血筋重視の世襲制で、作中に登場するボスは全員女性。歴代のボスは代々、左目の下に五弁花のマークと相手の心を見透かす能力を持ち、大きな帽子とオレンジ色に輝く大空のおしゃぶりを引き継いでいる。73（トゥリニセッテ）の一角であるマーレリングを守ることが一族の使命であり、ボンゴレファミリー同様に守護者にマーレリングを持たせていた。
ユニ
声 - 南條愛乃 / 演 - 高橋紗妃
- 所属：第1カレンドラ隊（隊長）
- 階級：不明（No.2）
- 炎の属性：大空
- 所持リング：- （大空のマーレリング〈ジッリョネロ〉）

ミルフィオーレ・ブラックスペル第1カレンドラ隊隊長であり、ブラックスペルのボス。ミルフィオーレファミリーのNo.2。元々の大空のアルコバレーノであるルーチェの孫にあたる10代の少女で、ルーチェと同じ髪型・服装をしている。亡母アリア（後述）から大きな帽子と大空のおしゃぶりを継承している。ブラックスペルの部下たちからは「姫」と呼ばれ慕われている。聡明かつ純真で笑顔を常に絶やさない（=涙を見せない）性格。歴代ボス同様相手の心を見透かす能力を持つが、その能力を持つがゆえに苦悩することもあった。一般人をマフィアの戦闘に巻き込むことを望まず、パラレルワールドでは自ら一般人の盾となって命を落とす強さも持っている。
母からボスの座を受け継いだ3ヶ月後、ジェッソファミリーとの抗争の末に単独で白蘭と交渉を行った際に、白蘭に薬物を投与されて操られ合併を強制的に承諾、白蘭への忠誠を誓わされた。それ以降は外見上は無表情だが、白蘭は感情を見抜くことができると自称している。また、アニメ版の115話では執事のような人物も登場していて、反応のないユニに付き添っている。
【未来編】
前述の経緯により、長らく自分の意思で動くことができなかったようだが、彼女は自分の魂をパラレルワールドに退避させていたため、感情を取り戻す。チョイス終結後、白蘭が既に手に入れていたアルコバレーノのおしゃぶりを持ち出してミルフィオーレを離反、ボンゴレファミリーに身を寄せている。執拗に追ってくる真六弔花からツナたちに守られていたが、ツナたちを平和な過去へ帰すため、世界の秩序を元に戻すために自らの命を犠牲にしてアルコバレーノを復活させようとする。当初は死の恐怖から実行することができなかったが、これを自身の運命であると決め、自身と同じ道を選んだγの言葉を聞いてアリアの教えを思い出し、γとともにこの世を去った。
【I世ファミリー編】
アルコバレーノの代表として、ツナたちと10年前へ向かう。祈りとおしゃぶりの力で初代ボンゴレを呼び出すのに一役買った。また、リボーンがアリアから受け取ったアルコバレーノのおしゃぶりを受け取っており、大空のアルコバレーノ代行としてツナの家庭教師となる。なお過去にいる間はツナの家に居候し、並盛中に編入してツナのクラスメイトになっている。ツナと共に全ての試験を見届け、アルコバレーノとしての責務を全うした。未来へ戻る際、並盛中では転校の手続きが行われ、また大空のおしゃぶりはボンゴレ関係者によってアリアに返還される予定である。
【虹の呪い編】
虹の代理戦争開幕と共に、未来での記憶を持った状態で現代のγたちの前に転生し、大空のアルコバレーノとしてユニチームを率いて、虹の代理戦争に参加する。未来より小柄で幼く、歳の近い野猿やブルーベルと一緒に遊んでいる。また、アリアのことを忘れられないγに対して、複雑な想いを抱いていた。

アリア
声 - 湯屋敦子
ジッリョネロファミリーの先代ボス。大空のアルコバレーノであるルーチェの娘であり、ユニの母である。ルーチェ、ユニと同じく不思議な能力を持ち、左目の下の五弁花のマークと大空のおしゃぶり、大きな帽子を受け継いでいる。外見もルーチェやユニに似てはいるが成人しており、髪型や服装も大きく異なる。アリアとはイタリア語で「空気」という意味である。
【未来編】
ジェッソファミリーとの合併を拒否していたが、原因不明の病で急逝。娘のユニにボスの座を譲る。すでに故人のため、γの回想でしか登場しない。
【アルコバレーノ編】
欠番となっている大空のアルコバレーノの代行者として登場。母から受け継いだ大空のおしゃぶりを持って来日し、ツナに第5の試練「包容力」を与える。他にも並盛町で大切な用事があるらしく、試練以降はアルコバレーノたちと行動を共にしている。ツナをかなり評価しており、「ユニもツナ君のように育ってほしい」と語っている。
【虹の呪い編】
現代のγらに未来の戦いの記憶が送られたその日に、おしゃぶりを残し、呪いを解くチャンスを娘のユニに譲るため、身を引いて姿を消す。
γ（ガンマ）/ 3-Γ
声 - 井上和彦 / 演 - 岸本卓也
- 所属：第3アフェランドラ隊（隊長）

階級：A級
- 炎の属性：雷
- 所持リング：雷のマーレリング（ジッリョネロ）→ 雷のマーレリング（偽）
- 所持匣：エレットロ・ビリアルド、電狐（黒狐）、Fシューズ、バッテリー匣

胸にアフェランドラ隊の証であるアフェランドラの胸章を付けている。6弔花の一人で、通り名は「電光のγ」。元ジッリョネロファミリーの雷のマーレリングの守護者。初登場時の未来編での年齢は20代後半。金髪オールバックの男で、太猿・野猿など直属の部下たちにはいい兄貴分として慕われているが、かつて自分たちを騙した人間が大半のホワイトスペルを良く思っておらず、白蘭の命令で動く入江正一を出し抜いたこともある。尋問のためには相手を嬲り殺すことも厭わないなど冷徹な面も持つ非情な男だが、その反面昔はユニやユニの母の元で優しさを見せることもあった。獄寺との対戦でブラックスペルの全てが仲間というわけではないこと、幻騎士を憎んでいると受け取れられる発言をしたこともある。
ユニの母である先代ボス（アリア）を敬愛しており、娘を名乗るユニがボスとなることに当初は反感を抱いていた。しかし、ユニの中に先代ボスの姿を見出して承諾、以降は「姫」と呼び忠誠を誓っている。ユニにマインドコントロールを施した白蘭と、ミルフィオーレ結成を手助けした幻騎士を嫌っている。先代ボスから「ファミリーを守るため」として雷のマーレリングとともに「黒狐」の匣を託されているが、「ミルフィオーレのために使うつもりはない」として「黒狐」への鍵となるバッテリー匣をユニに返している。
【未来編】
ボンゴレ狩りの先頭指揮官として来日。10年後の雲雀の捜索のために並盛神社へ向かった獄寺・山本と戦闘し圧倒するが、10年後の雲雀に倒される。これらの失態・命令違反により謹慎処分を命じられメローネ基地内で待機していたが、ツナたちの潜入で謹慎処分が解かれることになる。その際、幻騎士を通してユニからバッテリー匣を返還された。基地内に侵入した獄寺・了平と遭遇し、了平相手に圧倒的な力量を見せつけた後獄寺と交戦、獄寺のSISTEMA C.A.I.に苦戦した後、電狐を黒狐に進化させて応戦し、獄寺を満身創痍の状態まで追い込み相打ちになり、太猿・野猿によって救出されてメローネ基地から連れ出された。助け出された時にマーレリングの翼がもげ、偽のリングであることが発覚する。
その後、ツナたちがチョイス会場に転送されるのを太猿・野猿と共に建物の影から見届け、ユニが白蘭の下から逃亡して、その後ユニを奪還せんと彼女を捕えたトリカブトを急襲し、奪い返す。ユニ防衛後はユニを守るためにボンゴレファミリーに合流する。最終決戦時は獄寺・ラルと共にザクロに応戦するも、ザクロの攻撃を受け戦闘不能となった。アルコバレーノを復活させるために命を犠牲にしようとするが、死への恐怖に躊躇していたユニに「あんたを一人にはさせない」と言い、彼女と運命を共にした。
【アルコバレーノ編】
アリアの部下として共に来日。アリアの下命を受け、京子とハルたちを物陰から監視している。
【虹の呪い編】
ユニの代理として来日。白蘭と共に、ユニチームの中心的な役割を担っている。当初は未来での経緯からユニが白蘭に協力することを反対し、また娘のために身を引いたアリアを忘れられずにいた。
2日目にユニチームが敗退した際には、唯一時計を壊されていないバトラーだった。
幻騎士（げんきし）
声 - 細見大輔 / 演 - 宮澤佑
- 階級：A級
- 炎の属性：霧
- 所持リング：霧のマーレリング（ジッリョネロ）→ 霧のマーレリング（偽）、骨残像のヘルリング
- 所持匣：幻海牛、幻剣、霧の2番

白蘭が入江のサポートのために並盛に向かわせた四刀流の剣の使い手。元ジッリョネロファミリーの霧のマーレリングの守護者。剣術と霧属性の匣「幻海牛（スペットロ・ヌディブランキ）」によって起こる幻術を組み合わせて戦う。ミルフィオーレ結成のきっかけを作ったとされ、γは「ジッリョネロ最大の裏切り者」と呼ぶとともに「この時代最強の剣士」と呼んでいる。
かつてワクチンの存在しない流行病に感染して死の淵を彷徨っていた際に、突如現れた白蘭から本来開発されていないはずのワクチンを与えられて生き延びた経緯があり、それ以来白蘭への絶対的な忠誠を誓っている。白蘭の命を受けてマーレリングを奪取すべくスクアーロと戦ってわざと敗北し、ジッリョネロファミリーを壊滅させようとしたものの、ユニの目に気圧されて叶わなかった。幻騎士自身はそれを白蘭に対する負い目に感じ、白蘭への忠誠を強めることとなった。白蘭からはその姿勢から「器が小さい」と思われ、手駒として扱われており、そのことや彼の本性に気づかず、盲目的に信じ続けるその姿は桔梗に「（救われないほど）純粋すぎる」と憐み交じりに嘲笑された。
入江の守護の目的でメローネ基地に派遣され、幻術を駆使して山本に勝利する。その直後に現れた10年後の雲雀とも（ボンゴレリングなしには雲雀はリングの炎を充分に使えなかったため）互角以上に戦うが、10年後の雲雀と入れ替わった現在の雲雀が呼び出した雲ハリネズミの暴走により、雲雀らを取り逃がす。その後、入江正一の下に向かうツナの前にヘルリングや霧の2番（ネッビア・ヌーメロ・ドゥエ）を纏った大戦装備（アルマメント・ダ・グエーラ）の状態で現れ戦うが、その際のツナの目にユニと繋がるものを見出し、その負い目からヘルリングに自分の精神を喰わせ力を増幅する。ツナの仲間たちを利用した卑劣な手を使い攻撃をしかけるが、その攻撃がきっかけでツナの怒りを買い、「X BURNER 超爆発（ハイパーイクスプロージョン）」を受けて敗北。最後の力を振り絞って逃亡した。
その後、仮面をつけてトリカブトの部下「猿」としてチョイスに参加したが、山本との遭遇で正体を明かし、再び山本と抗戦する。この時、幻騎士の全身や鎧にはツナとの戦いによるものと思われる縫い目や継ぎ目のようなものが随所に見られた。またヘルリングを使用した時には自分がトリカブトの部下だということの不満や、白蘭に対する忠誠などを吐露をするなど、普段の幻騎士が示さない態度をとる。全力を発揮して戦うが、修行によってボンゴレ匣を使いこなした山本の前に敗れ去る。最期は、白蘭に用済みとして切り捨てられ、事前の指示を受けた桔梗によって仕込まれた雲桔梗の増殖により、四散した。ツナは、そのことをきっかけに白蘭への疑念を確信へと変え、改めて打倒ミルフィオーレを決意した。

太猿（タザル）/ 3-TZR
声 - どうじょう拓人
- 所属：第3アフェランドラ隊
- 階級：C++級
- 炎の属性：嵐
- 所持リング：嵐系リング
- 所持匣：黒鎌、ニードルスパイン、黒手裏剣、名称不明（防御膜）、Fシューズ

通称嵐炎の太猿。褐色の肌の筋骨逞しい男。女ったらしではあるが、γによると愛情より友情を優先するたちで部下からの人望が厚い。自分の兄貴分（上官）であるにかかわらず自棄になったγを叱咤するなど、男気も持ち合わせている。
10年後の世界でツナたちが最初に戦ったミルフィオーレの人間2人のうち1人。最初はランボ、イーピン、京子、ハルを襲い、その後助けに入ったツナ、獄寺、10年後の山本と戦闘に突入し、リングに炎を灯したツナにより退けられる。当初は匣を5つ所有していたが、ツナたちとの交戦で3個失っている。ツナたちがメローネ基地に突入した際に基地内に配置されるものの、ツナたちと出会わなかったため戦闘は行っておらず、野猿と行動を共にしている時に獄寺と相打ちになったγを見つけ、回収している。
アニメではγに加勢しようとγを追って野猿とともに基地を散策していたが、ツナの捜索のために入江が用水路の水を抜いたため、その際の基地の移動によって野猿と分断されてしまった。
その後、ツナたちがチョイス会場に転送されるのをγ・野猿と共に建物の影から見届けており、γがユニを取り戻した際、野猿と共にその護衛に付きトリカブトの前に立ちふさがるが、歯が立たず負傷。ユニ防衛後はユニを守るためにボンゴレファミリーに合流した。ユニ奪還の一斉攻撃に対しては、了平・バジル・ランボらと桔梗に応戦。
虹の呪い編にも登場し、ユニチームの一員として虹の代理戦争に参戦する。
野猿（ノサル）/ 3-NSR
声 - 豊田奏恵
- 所属：第3アフェランドラ隊
- 階級：D級
- 炎の属性：嵐
- 所持リング：嵐系リング
- 所持匣：黒鎌、名称不明（防御膜）、Fシューズ

太猿の弟分。紫色の長髪の少年。一人称は「オイラ」。初めて日本に来た際にゲーセンで子供が「っしゃあ！」と言っているところを聴き間違えて「ショア！」と覚えてしまい（単行本20巻のおまけページ参照）、以後攻撃の際などにこの掛け声を使っている。ジッリョネロ時は髪は短かった。
太猿と共に10年後に飛ばされたツナたちと戦い、リングに炎を灯した獄寺に退けられる。当初は匣を4つ所有していたが、獄寺との交戦で1個を失っている。
メローネ基地では太猿と行動を共にし、獄寺と相打ちになったγを見つけ、回収している。
アニメではγに加勢しようとγを追って太猿とともに基地を散策していたが、ツナの捜索のために入江が用水路の水を抜いたため、その際に生じた基地の移動によって太猿と分断されてしまった。その後、基地を散策していた山本と偶然遭遇し一戦交えるも劣勢に陥る。しかし入江がツナ捜索のため再度基地を移動させたことにより、山本とも分断される。その際、山本に対して必ず自分が倒すと豪語し、それまで誰にも倒されるなと叫ぶ。
その後、ツナたちがチョイス会場に転送されるのをγ・野猿と共に建物の影から見届けており、γがユニを取り戻した際、太猿と共にその護衛に付きトリカブトの前に立ちふさがるが、歯が立たず負傷。ユニ防衛後はユニを守るためにボンゴレファミリーに合流した。ユニ奪還の一斉攻撃に対しては了平・バジル・ランボらと桔梗に応戦。
虹の呪い編でも登場し、歳の近いブルーベルと仲良くなる。
デンドロ・キラム
声 - 石井康嗣
- 所属：不明
- 炎の属性：雷
- 所持リング：雷系リング
- 所持匣：電猪、電槍（複数個）、名称不明（アーマー型のレーザー発射装置）

ミルフィオーレの「一番槍（アタッコラッコ）」と言われている男。巨漢で、後方に配備すると前方にいる味方を巻き込むことを厭わない性格の持ち主。ただし、頭は良くない様子で、メローネ基地に潜入したツナたちと対峙し、ツナたちが炎、匣を使用しても一般人だと思い込んでいた。また、かなりの自信家。突撃型の戦闘スタイルで、巨大な「電槍」を軽々と扱い、その一撃は凄まじいものだが、本当の「一番槍」は彼の所持している匣、「電猪」で、力は彼自身の10倍にも及ぶ。基地に侵入したツナと戦うが、自慢の戦法はまったく歯が立たず、未完成（出力2割程度）のX BURNERの前に敗れ去り、獄寺たちに縄で拘束される。後にその姿をアイリスが発見して入江正一に報告している。
スパナ
声 - 津田健次郎 / 演 - 富永勇也
- 階級：B級

ストゥラオ・モスカのチューナー。常に自分で形ごと作ったスパナ型の棒キャンディ（主にイチゴ味）を口に咥えている。一人称は「ウチ」。
イギリス生まれのイタリア育ち。O型。誕生日、星座共に本人によると「忘れた」。身長「はかってない」体重「知らない」らしい。「ハルのハルハルインタビュー」で祖父がジャンク屋をしていることをきっかけにメカ好きになったと話した。入江と同じ技術者出身で、入江を高く評価している。入江もスパナを評価しており、スパナのチューンアップしたストゥラオ・モスカはゴーラ・モスカとは比較にならないほどの高スペックを誇る（入江によるとゴーラが一般車両ならスパナのストゥラオはフェラーリとのこと）。ロボット工学が進んでいることから日本に関心があり、日本文化や日本人には概ね好意的であり、自身のことを「酢花゜」と表記する。アニメでは入江とともに全国高校ロボットコンクールの決勝進出を決めるシーンがある。ツナによると大人ランボと声質が似ているらしい（アニメ版では、大人ランボと同じ声優が声を担当している）。
地下水路で4機のモスカをそのうちの一体に搭乗した状態で操縦しツナと交戦、ツナの捨て身のX BURNERによりキング・モスカが破壊されるも、同時にツナは気絶する。スパナの搭乗機は事前にキング・モスカを覚醒させるために自ら戦闘不能状態にしていたため破壊を免れて生存し、機体から降りて銃でツナを始末しようとするが、ツナのX BURNERに興味を持ち彼をかくまう。ツナとともにメローネ基地内で姿を消し、X BURNERの完成を目指していたが、アイリスによって発見される。その後ジンジャー・ブレッドの猛攻を受け顔の右半分などを負傷しながらも、X BURNER専用コンタクトディスプレイを完成させツナに託す。そしてアイリスとジンジャーを倒したツナが研究所に向かうのにも同行し、自身が改良した死ぬ気の炎対応チャフ・フレア砲でツナをサポートする。メローネ基地での戦いが終わった後、行くあてがないため入江と共にボンゴレファミリーに入る。
その後、ミルフィオーレファミリーとのチョイスに、ツナ、獄寺、山本、入江とともに参加。入江とともに基地から3人をサポートした。ユニを匿ってボンゴレ日本支部から逃亡した後、山本ともにモスカを作るための部品を求めて支部へ引き返した（単行本おまけコーナーでも、ツナより強いモスカを作ろうとしている発言が見られる）。
継承式編では、未来からの記憶を受け取って、現代の正一と連絡を取り合ってツナに両手撃ちのX BURNER用のコンタクトレンズとヘッドフォンを完成させて、シモンの聖地に出発する直前のツナの下に郵送した。
虹の呪い編にも登場し、虹の代理戦争2日目に正一と共に日本でのユニの屋敷でツナたちと再会し、自身のモスカの最新フレームとヴェルデの最先端の科学技術を融合したG・モスカ（グリーン・モスカ）を製作し、代理戦争4日目に呪解したヴェルデに提供した。
キング・モスカ
ストゥラオ・モスカをさらに改造し、細部を徹底的にチューンさせたスパナの最高傑作。装甲は通常のストゥラオに対して2倍。背中に棍のような兵器を2本ずつ2セット所有している。
通常時はただのストゥラオ・モスカとほとんど同形状だが、2体のストゥラオ・モスカより炎を受けることにより覚醒、ボンゴレX世（ツナ）の「死ぬ気の零地点突破 改」をヒントに作った、炎吸収システムを搭載。その変換効率はオリジナルのそれを超え、パワー・スピード共にツナを大きく上回る。
ボンゴレX世を参考にして造られているため、零地点突破 改の長所はもちろん、欠点をも見通しており、炎レーザーに不純物（ミサイル）を紛れさせることで吸収対策を取っており、ツナに思い通りの戦いをさせず追い詰めるも、ツナの捨て身のX BURNER AIR（空中でのX BURNER）を受けて大破する。
ミニモスカ
アニメ第109話から第128話にかけて登場した、オリジナルキャラクター（ロボット）。スパナの部屋にいたモスカ型小型家庭用ロボット。腹部に電子レンジ搭載。他のモスカと同じ形状の銃口が付いた五本の指でツナを威嚇していたが、実際にはその指からはポップコーンしか発射することが出来ず、武装は一切されていない。ツナの頭突きで一度壊れてしまったが、一旦スパナによって修理された。その後、乱入してきたアイリスと死茎隊の攻撃からスパナを守るため死茎隊に立ち向かい、力及ばず破壊されてしまった。コミックス22巻表紙カバーでスパナが持っている手のひらサイズのモスカとは、デザインが異なり関連性はない。また、小説「ミルフィオーレ・パニック」にも同名のロボットが登場するが、アニメとは違う機能を備えているため別個体である可能性も見られる。同小説では、同モスカが事件の発端となる。

ニゲラ・ベアバンクル
声 - 川本成（あさりど）
- 所属：第9ジラソーレ隊
- 階級：A級
- 炎の属性：雲
- 所持リング：雲のマーレリング（ジッリョネロ）→ 雲のマーレリング（偽）
- 所持匣：鬼熊

通称鬼熊使い。元ジッリョネロファミリーの、雲のマーレリングの守護者。バイシャナに匣の強化のため襲われ、匣の熊を捕食された上、自身も重傷を負わされる。また、γの過去の回想シーンに、γたちがユニをジェッソのアジトに連れて行く際に、マーレリング守護者として付き添いに同行していた。
アーペ
声 - 津田英佑
- 所属：第3アフェランドラ隊
- 炎の属性：雷
- 所持リング：雷系リング
- 所持匣：電撃蜂、名称不明（蜂の巣）

アニメ第84話に登場したオリジナルキャラクター。自動追尾型の匣、電撃蜂（エレットゥリコ・ホーネット）を使う。イーピンの看病のためアジトから出てきたハルからアジトを訊きだそうとし、後にハルを追って出てきたビアンキと戦闘。ビアンキをもう一つの匣である、蜂の巣より出現させた大量の電撃蜂で倒すが、アジトからビアンキとハルの捜索にやって来たツナと戦闘。「零地点突破・初代エディション」で電撃蜂を全て凍らされた末、最後はXグローブのパンチで倒される。メローネ基地に強制退去させられた後、ジャッジョーロと共に自分の失態を隠ぺいするため入江正一に嘘の報告をした。アーぺ(Ape)はイタリア語で「蜂」を指す。
ジャッジョーロ
声 - 川原慶久
- 所属：第3アフェランドラ隊
- 炎の属性：雲
- 所持リング：雲系リング
- 所持匣：紫竜巻

アニメ第85話に登場したオリジナルキャラクター。紫竜巻（バイオレット・トルナーディ）を発生させる雲属性の匣を持つ。アジトから出てきたランボからアジトを訊きだそうとするが、ランボに振り回され、ランボを追ってアジトから出てきたツナと戦闘。「紫竜巻」を使用し、雲属性の特徴である「増殖」を生かし、紫竜巻を膨張させツナを苦しめるが、背後からやって来た雲雀に撃退され雲系のリングを奪われる。その名前からランボやツナから「ジョウロ」と間違えられた。メローネ基地に強制退去させられた後、アーペと共に自分の失態を隠ぺいするため嘘の報告をした。ジャッジョーロ(giaggiolo)はイタリア語で「あやめ（アイリス）」を指す。

#### 真6弔花（リアルろくちょうか）
白蘭が他人には知らせず、独自に組織した6人の真のマーレリング守護者（アイリスを始めとしたGHOST回収組は、真6弔花を知っているような言動を見せるなど、6弔花以外の一部の人物には知られていた可能性も見られる）。腕っ節が強いだけでは指輪と匣を使用するこの時代の戦闘では有利とは言えないため、マフィアに限らず世界中から白蘭に忠実で“覚悟”のある者を選抜した。“覚悟”を確認する方法はそれぞれで、各々人間離れした何がしかの特徴がある。真6弔花には、それぞれ5,000人ずつの部下と選りすぐりのAランクの兵士100人ずつが与えられている。体内には白蘭から与えられた匣兵器が埋め込まれており、修羅開匣することによって具現化し、戦闘能力を飛躍的に上昇させることができる。表向きは存在しないとされていた白蘭護衛部隊である第0部隊は、これに相当する。
彼らのうち、桔梗・ザクロ・ブルーベル・デイジーは、世が世（パラレルワールド）なら各分野で大成功する人生を迎えていたが、この世界ではなんらかの些細な理由で成功の軌道から外れ、あぶれてしまった人物たちだったことが示唆されている。このメンバーでは唯一、ブルーベルの詳細が、有望な水泳選手だったがこの世界では足を負傷し選手生命が絶たれてしまったことが、小説で語られている。
桔梗（ききょう）
声 - 加藤和樹 / 演 - 小坂涼太郎
- 炎の属性：雲
- 所持リング：雲のマーレリング
- 所持匣：雲桔梗、雲（ヌーヴォラ）ヴェロキラプトル

真6弔花のリーダー。青緑色の長髪とアイメイクが特徴的な青年。白蘭によると“最も頼りになる真6弔花の優しいリーダー”という触れ込みで言葉遣いや物腰やわらかな口調など丁寧だが、時折毒を含むところがある。「ハハンッ」が口癖。ブルーベルによると、時々よく分からないダジャレを言うらしい。白蘭の本性を承知の上で確固たる忠誠で従っているが、その行動がもたらす結果に戸惑う様子も見せている。埋め込まれた匣兵器はスピノサウルスで、他の真6弔花と比べると、肉体は開匣前と大きく変わらないが、髪の先端がスピノサウルスの頭部を形成し、雲の増殖によって原形を留めていないほどに分裂している。この頭部を無数に用いた物量攻撃や地中からの奇襲攻撃を得意とする。
ボンゴレファミリーとのチョイスのメンバーとして選出された。圧倒的なスピードを見せつけ、リングの炎を収束して入江を撃ち抜いた。
ユニ奪還の一斉攻撃では了平・ランボ・バジル・野猿・太猿の5人と交戦。唯一の所持匣である雲ヴェロキラプトルがランボに一網打尽にされたことで修羅開匣し、ボンゴレ側の戦力を自らを増殖させた一部を地中に仕込み、奇襲させることで全滅させるが、それは骸らの幻覚であり、地中からの奇襲戦法を知られてしまう。そしてGHOSTの緊急参戦の際は唯一炎弾に当たらなかったため干涸らびずに済んだものの、炎はほとんど吸い尽くされてしまった。白蘭敗北後、その場にいた真6弔花では唯一生き残るものの、XANXUSの怒りを買い頭を撃ち抜かれる（その後の生死は不明だが、ルッスーリアが命は繋ぐと言って晴クジャクを使用しているため、生存している可能性はある）。回想シーンから、上司からこき使われている姿が描かれているため、会社員だったと思われる。
【虹の呪い編】
白蘭の命を受け、ユニチームの一員として参加する。10年後と比べ、髪型は短くボサボサしている。代理戦争2日目に、コロネロの狙撃によりバトラーウォッチを破壊される。
ザクロ
声 - 郷本直也 / 演 - 塩口量平
- 炎の属性：嵐
- 所持リング：嵐のマーレリング

昔白蘭に忠誠の証を示すために生まれ故郷を焼き払った際、そこから噴火して湧き出たマグマを使いマグマ風呂として口笛を吹きながら入浴していた猛者。やや乱暴な口調で話し、「バーロー」が口癖。有事以外ではやる気が出ないのか、すぐにダレる癖がある模様。苛立つと暴力的な一面を見せ、周囲に被害をもたらす行動を平然と行おうとする。埋め込まれた匣兵器はT-rex、圧倒的なパワーとスピードに加えて、恐竜の皮膚（ダイナソー・スキン）と表皮に纏う嵐の炎によって、並みの攻撃が効かないほどの防御力を発揮する。デイジーには及ばないものの再生能力を持ち、時間を掛ければ腕程度なら再生できる。
チョイス後にユニを追って並盛町を訪れ、ボンゴレ日本支部内でスクアーロと戦闘し圧倒した。その後、ユニを追って川平不動産にたどり着くが、川平のおじさんのヘルリングの力によって標的を見失い、あらぬ方向へ誘導されてしまった。ユニ奪還の一斉攻撃ではラル・獄寺・γと交戦。修羅開匣とブルーベルの加勢によって優位に進めるが、割って入ったXANXUSたちとの戦闘に突入しボンゴレ側の勢力を全滅させるが、それは骸らの幻覚であった。そしてGHOSTの緊急参戦の際、GHOSTの炎を避けるに精一杯だったが、油断し身体ごと干涸らびてしまった。回想シーンからかなり極貧の生活をしていたらしく、家族らしき人を亡くしている。
【虹の呪い編】
白蘭の命を受け、ユニチームの一員として参加する。10年後と比べ、無精ひげが生えていないなど、若くなっている。代理戦争2日目に、修羅開匣して嵐ティラノサウルスに変身するが、桔梗に化けた骸にバトラーウォッチを破壊される。

ブルーベル
声 - 菊地美香 / 演 - 藤綾近
- 炎の属性：雨
- 所持リング：雨のマーレリング

真6弔花の紅一点。外見は10代の幼い少女。自由奔放な性格で、顔に似合わず大胆で突拍子もない発言も多い（ザクロによると「電波」）。服を着ることを好まず、唯一白蘭を「びゃくらん」と呼び捨てにする。白蘭を想っており、彼に執着されるユニに嫉妬している。セリフの語尾に付けられる絵文字風の熊は、「ブルーベア」という名前。腕が雨属性の炎へ変化する他、水中でも地上となんら変わりなく過ごせる。埋め込まれた匣兵器は雨ショニサウルス、人魚のような姿となり、自身の周囲に雨属性の炎の膜を張り、その内側に純度100%の雨の炎のプールを作り、その中で敵が膜を破壊し自滅するのを待つ。雨アンモナイトを、どこからか生成することができるようである。
ユニ奪還の一斉攻撃では、獄寺らと戦っていたザクロに加勢したが、割って入ったXANXUSたちとの戦闘に突入し、ボンゴレ側戦力を自らの周りに張った防御膜を態々破らせることで、その内側にある本当のバリアを浴びせることで全滅させるが、それは骸らの幻覚であり、本当のバリアのことを知られてしまい、戦術を変えざるを得なくなる。そして急に参戦してきたGHOSTの炎に触れてしまい、身体ごと干涸らびてしまった。
小説「弔いの花は散る」で、白蘭から真6弔花にスカウトされる前のエピソードが語られた。その際、パラレルワールドでの彼女が誰よりも速い水泳選手であることが判明した。兄が1人いたがこの時間軸では亡くなっている。
【虹の呪い編】
白蘭の命を受け、ユニチームの一員として参加する。10年後と比べ幼くなっているが、服は着用している。年相応の子供らしい一面も見せるようになり、野猿やユニと仲良くなり、一緒に遊んでいる。

トリカブト
声 - 松本忍
- 炎の属性：霧
- 所持リング：霧のマーレリング、雷のリング
- 所持匣：霧ウミヘビ

鬼のような形相をしたマスクを被った、寡黙な大男。白蘭のキャッチフレーズは“真実を語る幻影の巨人”。デイジーによると彼の言葉は予言とのこと。基本的な属性は霧だが、わずかに雷の波動も有している。大柄な体格をしているが本体は仮面部分であり、体は僧を依り代としている。埋め込まれた匣兵器は霧蛾、羽の眼を見たものは強力な幻術に五感を支配される。一度見てしまえば、目を閉じようと意味をなさず、超直感でも見破ることはできない。
ボンゴレファミリーとのチョイスのメンバーとして選出され、沢田綱吉と交戦し高い幻術の能力を見せた。ボンゴレ匣を使いこなしたツナの前に敗れ去ったかに思われたが、ツナの周囲に幻覚空間を張っていた。その後幻覚でランボに扮してユニに接近、ユニを連れ去ろうとしたもののγやツナたちからの抵抗を受けて失敗、トリカブト自身もX BURNERを受け、本体である仮面が損傷し戦闘不能となる。本体である仮面の正体については最後まで言及されなかった。
【虹の呪い編】
白蘭の命を受け、ユニチームの一員として参加する。10年後と比べると、あまり差異がない。

デイジー
声 - 山岸門人 / 演 - とまん
- 炎の属性：晴
- 所持リング：晴のマーレリング
- 所持匣：太陽サイ

顔に大きな傷があり、やや挙動が不審で、ウェーブがかったセミロングの髪型の少年。ツギハギだらけのウサギのぬいぐるみを抱えている。ぬいぐるみの名前は「ブブ」、いつも持ち続けたので、ボロボロになった。一人称は「僕チン」。桔梗によると「美しく滅びゆくもの」に目がないという。白蘭のキャッチフレーズは“殺したいほど生ける屍”。不死身の肉体（アンデッドボディ）を持ち、死ねないのが悩みだという。びっくりした時の口癖は「ぼばっ」。埋め込まれた匣兵器は晴トカゲ、腕程度であれば瞬時に再生できる驚異的な再生能力を持つ。切断された腕から全身を再生させることもできる（アニメでは雲雀のトンファーに付着した肉片になっても動いていた）。
ボンゴレファミリーとのチョイスのメンバーとして選出され、ミルフィオーレ側のターゲットに選ばれた時には死ねるかもと若干期待するも死ねず、それが結果としてミルフィオーレ側の勝利へとつながる。ユニを追って並盛中を訪れ、匣兵器の太陽サイを使って雲雀やディーノと交戦するが苦戦し、晴トカゲに修羅開匣するが雲ハリネズミを形態変化させた雲雀の前に敗れ去り、マーレリングも没収され、不死能力も消滅したようである。回想シーンから、詳細は不明だが病院か少年院のような施設に入れられていた模様。
【虹の呪い編】
白蘭の命を受け、ユニチームの一員として参加する。10年後と比べ、顔にあった傷はなく、抱えているブブも新品のようにきれいで、ツギハギになっていない。

GHOST（ゴースト）
- 炎の属性：雷
- 所持リング：雷のマーレリング

別の可能性の世界に存在していたはずの白蘭。ツナたちの訪れた10年後の世界の白蘭が、「自分が二人いたら仕事がはかどるんじゃないか」と思い呼び寄せたものだが、無理矢理呼び寄せた影響からか意思や感情を一切持たず、周囲の死ぬ気の炎を吸い尽くすだけの人間らしき姿をした生命体となってしまい、その白蘭が元いた世界は滅んでしまう。また、眼の下の模様も左右反対になっている。
パラレルワールドからの転送時の影響で、実体が存在しておらず、D・スペードの魔レンズの解析でも結論的に「現象」とでた。唯一、人匣になっていない真6弔花であり、その能力は前述の通り周囲に存在する死ぬ気の炎を問答無用で取り込み、自らの炎を光弾として飛ばすことで、触れた相手の生命エネルギー（＝死ぬ気の炎）を急速に、完全に奪い去る。
この世界に呼び寄せられて間もなく、能力テストを兼ねて地中海沖で戦艦3隻を撃沈させている。その際の被害者に善良なマフィア関係者が含まれており、それが理由で復讐者の牢獄に収監され、六道骸と同じような状態におかれていた。ユニ奪還の一斉攻撃を前に白蘭より釈放される手立てをされていたが、それをフランらチーム黒曜に利用され、六道骸の脱獄に手を貸す形となってしまう。再交渉により釈放され、ユニ奪還の一斉攻撃の激戦に投入される。敵味方の分別なく死ぬ気の炎を吸い尽くしてユニの下にゆっくり直行していたが、ツナが現れ、自らそのものが“現象＝死ぬ気の炎”であるため、死ぬ気の零地点突破・改を受け消滅する。しかしそれは、あくまでも同じ人間として、繋がっているこの世界の白蘭に全ての死ぬ気の炎は転送された後であった。
10年前の時点では存在していないために、真・6弔花の中で唯一虹の呪い編に再登場しなかった。

#### WB両方の存在が確認されているもの
ストゥラオ・モスカ
ゴーラ・モスカの2世代後の機体。旧イタリア軍はボンゴレ以外にも機密を売り渡しており、それを元に造られた。ホワイトスペル、ブラックスペルのそれぞれで運用されている。リングに反応するセンサーを内蔵しており、また動力およびビームに死ぬ気の炎を用いる。
並盛町の山中で、ツナ、獄寺、ラルを襲うも、10年後の山本の鮫衝撃により一時的に動きを封じられ、逃げられる。
ミルフィオーレ日本支部において、スパナがチューンし操る3体（+キング・モスカ）がツナを襲う。1体は大破、残り2体はキング・モスカに死ぬ気の炎を供給し、機能停止した。
ボンゴレアジト強襲部隊
- 所属：編成部隊
- 炎の属性：大空以外（個体により所持属性は異なる）
- 所持匣：嵐モグラ、妨害コウモリ、電撃蛍、死カマキリなど。

入江正一がボンゴレアジト奇襲作戦のために、ホワイトスペル・ブラックスペルを問わずに編成した強襲部隊。ゆえに両スペルの隊服が見られる。ボンゴレアジトを襲撃にかかるが、実際は倉庫予定地で雲雀の罠に引っ掛かり、雲雀と対戦する。原作では、その後の安否ははっきりわからないが、アニメではまず、雲雀の雲ハリネズミによる球針態にほとんどの者が串刺しにされ、残った者たちで匣を使い雲雀に総攻撃を仕掛けるも、圧倒的実力差に倒される。その後、ファントム、ニコラ隊長含む偵察部隊と合流。その時点では、十数人しか残っていなかった。最後は残った者全員、雲雀の雲ハリネズミによる球針態が原因の瓦礫の落下に巻き込まれる。
ファントム
- 所属：特殊別動部隊
- 所持匣：名称不明（鎖）

アニメ第111話に登場したオリジナルキャラクター（部隊）。入江正一がボンゴレアジト強襲部隊の加勢要因として送り込んだ特殊別動隊。全員、頭蓋骨のようなかぶり物・マントを着用していて、一般部隊とは容姿が違っている。ボンゴレ強襲部隊に加勢する形で並盛にある地下鉄道建設予定地から強襲部隊に合流。その後、雲雀と対戦した。雲雀の発言から強襲部隊よりは実力は上の様子。当初、匣を使用し、雲雀と互角の戦いを繰り広げたが、最終的に雲雀によってほとんどの者が倒された。しかし、倒された後でも唸り声を上げて雲雀に襲い掛かるが結局、雲雀の雲ハリネズミによる球針態が原因の瓦礫の落下の巻き添えにあった。

### シモンファミリー
古参の弱小マフィア。ボンゴレ創成期には、互いに兄弟のような関係にあったらしい。
【虹の呪い編】
スカルの頼みで、スカルの代理となって代理戦争に参戦する。初日は炎真だけだったが、2日目は全員代理となる。しかし、2日目の夜に復讐者の襲撃を受け、時計を全て奪われ、本人たちも重傷を負わされてしまう。

#### シモン＝コザァートとその守護者
シモン＝コザァート率いる初代シモンで、守護者には、SHITT・P!似の女性、らうじ似の巨漢、アーデルハイト似の女性、紅葉似の男性、ジュリー似の男性の5人が確認されている。
シモン＝コザァート
シモンファミリーの初代ボス。炎真と瓜二つの容姿を持つ。
バオロの納屋で、ボンゴレI世と出会う。フランコに店が襲撃されたことで、ボンゴレファミリーの創設を提案する。
運命の戦いでボンゴレI世の裏切りに遭い、死亡したかと思われたが、実際は、D・スペードの謀反を察知したボンゴレI世の命令により、Gを含めた5人の守護者（Gと朝利 雨月とアラウディとナックルとランポウ）によって助け出された。
その後、現在のシモンの聖地にファミリーと共に身を隠した。以降、I世とは二度と会うことはなかったが、互いに子孫が共に笑いあえる日が来ることを願った。
マギー
初代シモンらが、身を隠した聖地に初代シモンらと暮らす少女。ファミリー以外の子供がいないため、友達を欲しがっていた。

#### 炎真とその守護者
現在のところ登場している構成員はすべて、至門（しもん）中学校からの転校生。
古里 炎真（こざと えんま）
声 - 内山昂輝（VOMIC版）
- 炎の属性：大地

中学2年生で、ツナのクラスメイト。シモンファミリーの10代目ボスで、初代ボスのコザァート・シモンの子孫。7年前に「血の洪水事件」で、両親と妹の真美（まみ）をボンゴレの門外顧問に殺された経歴を持つ。赤髪赤目、両目に紋章のようなものがある。毎日チンピラにからまれ無抵抗でボコられるため、生傷が絶えず顔にはいつも絆創膏を貼っている。イジメられ体質で、性格は暗い。ツナと仲良くなる。
当初は、シモンの標的であるツナを牽制するような態度だったが自分と似たような性格のツナに次第に心を開いていき、確かな友情が芽生えつつあった。しかし、あるすれ違いをきっかけに改めてボンゴレへの復讐を決意し、継承式当日にボンゴレの至宝“罪”を奪いツナたちの前に立ちはだかる。そして「10代目シモンボスを継承し、ボンゴレへの復讐を果たすことを誓う」と宣言した。その際、性格も以前のような暗く内気な性格から、憎しみに支配された凶暴なものに変化している。“罪”と言われる初代シモンの血を使い、覚醒したシモンリングを駆使してツナと守護者たちを圧倒的な力で叩きのめし、姿を消していった。聖地に到着したツナたちと対面した際は、凶暴な面を表に出す一方、内気な性格は健在であったが、その後ジュリー（デイモン）の巧みな話術により、ボンゴレ、ひいてはツナへの怒りや憎悪、復讐心を募らせていた。さらに、仲間たちがやられたことと過去の記憶のダブルパンチにより打ちのめされ、弱った心を、シモンリングに食われ支配されたことで壊れ、まるで別人のような姿になり完全なる殺人マシーンと化してしまう。ツナとの戦闘の最中に正気に戻り、ツナの大空の調和の炎によるXX　BURNERを受けたことで元の姿に戻ったが、復讐者に敗者と認定される。ボスであるため、最後の守護者戦後に投獄されるはずだったが、デイモンが引き起こした非常事態によりシモン戦は終了したため、投獄は免れた。デイモン戦では、勝利と引き替えに自ら犠牲になろうとするが、クロームとムクロウに憑依している骸のサポートにより、犠牲にならずに済んだ。これまでツナたちが対峙した敵の中で完全に改心した数少ない人物で、ツナが友人たちの中で最も気を許している人物（自分をマフィアの十代目としか見なさない獄寺達の性格に辟易しているとも取れる）。
【虹の呪い編】
シモンファミリーの中で唯一、4日目の復讐者との戦いに参加する。スカルの代理を引き受けたのも、エサを与えていた野良猫にスカルが先にエサを与えて、その恩を押し付けられたからである。

鈴木 アーデルハイト（すずき アーデルハイト）
声 - 結城アイラ（VOMIC版）
- 炎の属性：氷河

中学3年生。至門中の粛清委員会委員であり、転校早々、並盛中の風紀委員会のある応接室の明け渡しを実力行使で行おうとする。武器は2本の鉄扇。普段はファミリーを束ねるリーダー的存在。とても中学生には見えない刺激の強すぎるスタイルの持ち主。
凛とした強気な性格ではあるが、炎真に対しては優しさを見せる。加藤ジュリーとは幼馴染で、恋人に近い関係。
ボンゴレVSシモン戦での4人目の相手。最初はツナと対決したかったが、途中参戦した雲雀と戦うことになる。ダイヤモンドキャッスルの鉄壁の防御とブリザードトロイトの無敵の兵士で対策するが、雲雀のボンゴレギアの能力に押され、ダイヤモンドキャッスルの弱点を突かれてしまったことで形勢が逆転されてしまった結果、雲雀に腕章を奪われ敗北。その後は復讐者に捕まり、ジュリーにシモンを託そうとしたが、真実を知って絶望してしまう。その直後、D・スペードに利用されたことに激昂した薫が負け、5つ目の鍵を見せたことで、コザァートの生存を確認した後、ツナに炎真の救済の依頼と自分たちがしてきたことを詫びて、薫と共に投獄された。D・スペードを倒した後、復讐者の牢獄から解放された。
青葉 紅葉（あおば こうよう）
声 - 木村良平（VOMIC版）
- 炎の属性：森

中学3年生。髪は緑色。ボクシング部所属。知的で爽やかな「メガネ男子」風の外見に反し頭は悪いが、表裏のない性格で明朗快活、自他共に認める「御バカ様」。ツナの警護に際し、補習仲間である了平と意気投合する。会話の端々に「結局」を入れるのが口癖。スポーツマンシップは持っておらず、生き抜くための術と、ボンゴレに対する憎しみでボクシングの実力を上げた。
自らの目は、鍛錬では補えない弱点「キラースポット」が見えるが、膨大の量の情報を処理するのに目や脳に負担をかけオーバーヒートを起こすため、長時間の使用はできない。常人がかけると見えないメガネ（ランボ曰く真っ暗）をしているのは、そのためである（本人によると「拘束具」であるとのこと）。
ボンゴレVSシモン戦での最初の相手で、了平と対決。最初は自らの攻撃を受けた了平のカウンター技に押されてしまうが、メガネを外されたのを境にキラースポットが見える目で反撃を開始する。しかし、フルチャージした了平の極限サンシャインカウンターを受けて敗北。その後、持ちこたえるが、了平と相打ちになる形で膝をついてしまい、復讐者の牢獄に投獄された。D・スペードを倒した後は、ライバルの了平と共に復讐者の牢獄から解放されたが、了平と喧嘩するのは相変わらずである。
水野 薫（みずの かおる）
声 - 栗原功平（VOMIC版）
- 炎の属性：不明

中学生。金髪のリーゼントヘアーに竹刀を持ち歩く強面の男で、周囲から怖がられている。外見に似合わず臆病で引っ込み思案だが非常に切れやすく、ついた仇名が「ダイナマイトデビル病院送り薫」。並盛中では野球部入部を志望し、山本と親しくなる。しかし、ボンゴレの守護者でもある山本にシモンの内密の計画を知られそうになり、山本に瀕死の重傷を負わせる。結果、皮肉にもボンゴレボス継承を渋っていたツナに、継承を決意させることになる。
アーデルハイトの敗北後、D・スペードに利用されたことを知り激昂してDを襲うが、返り討ちを遭って死にそうだったところを山本に助けられる。そして、ボンゴレギアを発動した山本を救うため、あえてDの攻撃を受け、復讐者に敗者と認定されてしまう。シモン＝コザァートの生存を確認すると、山本に友達でいてくれと言い残し、すでに復讐者に捕まったアーデルハイトと共に、復讐者の牢獄に投獄された。D・スペードを倒した後、復讐者の牢獄から解放された。
SHITT-P!（しっとぴー）
声 - りりあん（VOMIC版）
- 炎の属性：沼

中学2年生で、ツナのクラスメイト。通称・しとぴっちゃん（赤の他人が彼女に話しかける場合、この名前で呼びかけないと反応しない）。紫色の芥子坊主のような髪型に大きなサングラスをかけボディスーツに二つくっつけたような浮き輪を常に肩からかけた奇抜なファッションをはじめ、突拍子もない言動などから、獄寺からUMA（ユーマ）扱いされる。それは、コザァートがジョットに裏切られたため、自分のために生きたことが起因している。
ボンゴレVSシモン戦での3人目の相手で、獄寺と対決。最初は、自分のために生きることが強いと証明するため、獄寺の風船の1個を割って見せたが、その時にマタタビを付けられてしまい、瓜ボムによって2つとも割られてしまい敗北。
獄寺のことを気に入っており「ぬくぬくとしたUMA」と名付け、戦いの後はもう少し早く獄寺に出逢いたかったと後悔しながら、復讐者の牢獄に投獄された。投獄が完了寸前で炎真に助けられるも、その行動は復讐者に阻止される。本人曰く、シモンファミリーに入ったことは後悔していない模様。D・スペードを倒した後、復讐者の牢獄から解放されたが、観察する方とされる方の立場が逆転してしまい、獄寺を困らせている。
大山 らうじ（おおやま らうじ）
- 炎の属性：山

中学生。おおらかな性格の巨漢。ランボの遊び相手になる。
ボンゴレVSシモン戦での2人目の相手。自分が戦うことを望んでいたが、ランボが遊んでくれないという叫びを受け入れ、戦闘方法がお相撲ごっこにきまり、最初はランボを圧倒するが、その際、10年バズーカによる突然の被弾で10年後のランボに入れ替わることを許してしまい、改めて10年後ランボと対決。最初は山の炎の能力で優勢に持つ込むが、雷のVGの能力で作った砂鉄製の武器により形勢が逆転され、敗北。そのまま、復讐者の牢獄に投獄された。その際、ランボにボスの資格を聞くと、ツナみたいな人がボスの理想像だと知る。それでも、ボンゴレを憎みつつランボのことを認め、散り際に楽しかったと伝えた。D・スペードを倒した後、復讐者の牢獄から解放され、ランボに謝罪をし、再び遊び仲間となる。
加藤 ジュリー（かとう ジュリー）
声 - 大関真（VOMIC版）
- 炎の属性：砂漠

中学生。パチンコ店に入り浸る不登校の非行少年。あごひげを生やしメガネをかけ、カンカン帽をかぶっている。女好きでもあり黒曜町でたまたま見かけたクロームを気に入り、ストーキングしていた。
飄々とした自由人で、なぜか炎真や他のシモンファミリーの守護者ほど、ボンゴレ壊滅には積極的に動かなかった。その一方で、炎真の復讐心を駆り立てるために精神的に追い詰めるなど、あまりその行動や考えは読めない。
その正体は、シモンファミリーを騙し、ボンゴレと戦わせたD・スペードの器であった。ジュリーの体は完全にDに乗っ取られており、本人の精神はもうほとんど残っていないと語られたが、骸との戦いの後になんとか正気に戻る。今度は新生デイモンの誕生後すぐに、攻撃から炎真をかばい幻覚空間に閉じこめられたたが、D・スペードを倒した後、幻覚空間から解放された。
本来の性格は女好きな面は変わらないものの、非常に仲間思い。アーデルハイトとは幼馴染かつ恋人に近い間柄で、嫌いなものとして「アーデルの涙」を挙げるほど大切にしている。

### チェルベッロ機関
声 - 庄子裕衣
ボンゴレリング争奪戦ではその一切を取り仕切り、ボンゴレファミリーの9代目直属を自称していた謎の機関。しかし、No.2の権限を持つ家光がその存在を知らない、XANXUS寄りの姿勢を取りながら、XANXUSが敗北したときにまるで予定調和であったかのような態度をとるなど、行動目的すべてが謎に包まれている。ピンク色の長髪で、褐色の肌に覆面を着けた同じような容姿の女性たち（服装や髪型には若干の違いがある）と、その部下とされる幻術使いたちが確認されている。組織の目的や詳細は最後まで明かされず、謎のまま終わった。
【未来編】
経緯は不明だが、その一部の女性2人がミルフィオーレファミリーの入江正一に仕えている。メローネ基地にて人質を使って大空のボンゴレリングを奪おうとツナを脅すが、監視がなくなった入江正一に背後から麻酔銃を撃たれて眠らされた。チョイスでは「ミルフィオーレ チェルベッロ機関」として現れ、審判として参加している。

### 復讐者（ヴィンディチェ）
法で裁けぬ者を裁くマフィア界の番人。3人一組で行動し、全員黒のシルクハットにマントという風体で、顔には包帯を巻いており、片言で話す。リボーンですら関わりたくないという、危険かつ謎の存在。ツナたちに敗れた骸たちを連れ去った。また、彼らの牢獄は「鉄壁」とまで言われている。未来編では、例にもれずリングを所持している。継承式編の過去の記憶より、ボンゴレI世の時代から存在していた。
【未来編】
大勢の犠牲者を出したゴーストを幽閉しており、ミルフィオーレとの取引により、ゴーストを引き渡すこととなるも、フランの幻覚で骸を引き渡した。本人によると、自分たちの目を欺ける術師は世界に数人しかいないとのこと。
【継承式編】
シモンファミリーの聖地にて、ツナおよび炎真たちの前に現れた。初代シモンとボンゴレI世の誓により、ボンゴレとシモンの戦いで敗者を牢獄に幽閉し、記憶の鍵を元に、過去の記憶をツナ達に与えた。
【虹の呪い編】
代理戦争2日目終了前に、スカルチームを襲い、時計を奪って強制的に参戦してきた。3日目開始前（厳密には2日目終了後）に残ったチームに闇討ちを仕掛け、コロネロチームを脱落させた（他のチームも負傷者を出している）。
その正体はリボーンたち以前に存在していた歴代のアルコバレーノの成れの果て。トゥリニセッテの一角であるおしゃぶりを守るための人柱であるアルコバレーノは、その時代の最強の七人が選ばれ、時には仕事という名目で、あるいは虹の代理戦争という名目で選出された。新しいアルコバレーノが選ばれると以前のアルコバレーノは死んでしまい、何とか残ったにしても、ゾンビのような状態になってしまう。
復讐者がマフィアの掟の番人をしているのはトゥリニセッテを構成しているボンゴレリングとマーレリングの所持者であるジョットとセピラ（ユニたちの先祖）がマフィアのファミリーを作ることが分かっていたため、側で監視するためにマフィアに関わる機関となっていた。復讐者のほとんどが人間を超えた強さを持っており、他チームのリーダー格を追い詰めるほどの実力があるが既に朽ち果てた体であるため自ら死ぬ気の炎を生成することができない。よって唯一夜の炎を作り出せるバミューダから炎を受け取って戦っており、補給が受けられなければ次第に消耗していき、長期戦なると不利になる。

バミューダ・フォン・ヴェッケンシュタイン
復讐者と行動する、透明のおしゃぶりをもったアルコバレーノ。I世の記憶にも登場する。かつて優秀なアルコバレーノだったが、手違いにより、今も呪いを受けているという。復讐者を引き連れ、スカルチームの時計を奪い代理戦争に参戦する。
かつてアルコバレーノであったが、アルコバレーノの交代の時におしゃぶりの力を抜かれる。しかし、絶望の中でチェッカーフェイスへの怒りや憎しみなどの感情により「死ぬ気の到達点」と呼ばれる境地に達し、そこから第八の属性の炎である夜の炎を創り出し、空になったおしゃぶりに炎を注ぎ込み何とか生存する。その後、自らと同じ境遇でチェッカーフェイスへの復讐心を持つ者に夜の炎を与え仲間とし、復讐者を組織する。その復讐心は、自ら炎を生み出せない復讐者の全員に炎を供給できるほどの炎を生み出せるほどである。バミューダチームを率いて、途中参加した虹の代理戦争でルールの裏をかいた闇討ちで、他チームに大ダメージを与える。その後の戦闘で、ジャックを倒したツナと骸、クロームに注目。彼らに成長を促したリボーンに興味を示し、彼を自らのチームに勧誘。その際に、虹の代理戦争の目的と復讐者の正体について、ツナとリボーンに明かす。その後の対戦で、改めてリボーンを勧誘するも拒否される。イェーガーによってボス連合を圧倒するが、後から駆けつけたツナに復讐者の弱点を見抜かれ、イェーガーを倒される。ボスウォッチを守るため、自ら呪解しツナと対峙、ツナを圧倒し同じく呪解したリボーンをも追い詰めるが、リボーンがツナに死ぬ気弾を打ち込んだことでツナが自分と同じ「死ぬ気の到達点」に達し、逆に圧倒されてしまう。奥義でツナを倒そうとしたが見切られ、倒されてしまう。その後、チェッカーフェイスとタルボのやり取りで、おしゃぶりの新たな器に夜の炎を灯し続ける役目を、チェッカーフェイスからトゥリニセッテの主導権を奪うために自ら引き受ける。
イェーガー
バミューダと常に行動を共にしている復讐者のリーダー格にして、バミューダを除く復讐者最強の男。過去のボンゴレI世とシモン＝コザァートの誓いの場に、バミューダと共に立ち会っていた。夜の炎を使ったショートワープを使い、ツナと始め各チームのリーダー格たちを圧倒する実力を見せつけ、リボーンをして「勝ち目が見えない」と言わしめ、ツナからも「戦闘力の上限が見えない」と言われる。普段は冷静かつ厳格に振舞っているが、頭に血が上りやすく、バミューダに宥められることもある。代理戦争で骸、XANXUS、スクアーロ、ディーノ、白蘭たちボス連合と対峙するも、そのほとんどを瀕死に追い込み、後から来た雲雀をも圧倒する。救援に駆けつけたツナとも戦うが、その時に自ら炎を生成できずバミューダから炎を供給してもらわねばならないという弱点を見抜かれ、骸と雲雀の援護を受けたツナに敗れる。バミューダ敗北後、ツナにボスウォッチを破壊された。
ジャック
復讐者の一人。代理戦争3日目に他の二人と共に、リボーンチーム・骸チームと戦う。獄寺・山本・犬・千種を倒し有利に進めるが、駆けつけたクロームと骸の連携技で、二人が倒され、本人もツナとの死闘の末、バトラーウォッチを破壊され敗れる。
アレハンドロ
復讐者の一人。2台のトランクをもっている。代理戦争4日目にマーモンチームの元に一人で向かうも、それは偽物の囮で、ツナ・バジル・炎真らと対じする。作戦で残りのメンバー中一番戦闘力が低いと見られるも、炎真の重力を押し返すほどの力を持っている。さらに、トランクから、ジンジャー・ブレッドを2体繰り出してきた。彼自身は復讐者のバミューダに継ぐ古株で、ジンジャー・ブレッドは彼が自分の子として作った人形で、マフィアの抗争で戦荒らしをさせていた。2体のジンジャー・ブレッドを仕掛けるも、3人の連係プレイに敗れた。
スモールギア
復讐者の一人。ビッグピノのコンビ。「～的」という表現を用い、長い舌をよく出している、比較的血色のいい顔をしている。巨大な耳かき棒（本人によると、脳掻き）や、マラカスを武器にしている。それらを武器にすることを「武器遊び」と称しており、オフレコ的に殺戮を最高の男の趣味と言い、勝つためでなくカッコ付けるために武器使用すると発言しており（素手でも強いらしい）、武器もシンプルなアナログの物を使用するなど、本人的な様々なこだわりの持ち主。
ビッグピノ
復讐者の一人。スモールギアのコンビ。身長がスモールギアの倍ほどはある巨漢。スモールギアの武器の運び屋で、武器の巨大な耳かき棒・マラカス・電話の受話器などを体に大量に装着している。「ピピ プピピッ」「ぷぴぷぴ」などくらいしか言葉を発せない。本人の武器は、巨大な大砲のみだが、獄寺のシールド、山本の刀を一発で粉砕するほどの威力がある。
2人の連携でバジルを倒し、ツナを追い詰めるが、獄寺と山本と炎真の重力で押さえ込まれ、クロームとフランで体をガードした獄寺と山本に時計諸共、ボムで吹き飛ばされ敗れる（結果的に獄寺と山本の時計も壊れてしまったため、痛み分けに近い状態となる）。

### その他マフィア関係者
Dr.シャマル
声 - 勝矢 / 演 - 山内圭輔
女たらしのイタリア人で一流の闇医者。女癖の悪さは筋金入りで、2,062股かけた上、某国の王妃に手を出した結果、国際指名手配を受けたため、日本へとやって来た。年齢は35歳。2月9日生まれの水瓶座。血液型不明。身長182cm。体重75kg。好きな言葉は「2次元より3次元」。好きな酒はワイン。好きなタイプは年齢問わずかわいい女。嫌いなタイプはCGみたいな女。
医師としての腕は一流で、内外科問わず何でも診れるほどだが、女性専門で男性は診ない。リボーンの旧友であり、彼の出生の際母親から取り上げたのも彼であるという（後の設定より嘘だということがうかがえる）。かつて獄寺の屋敷のお抱え医師だったことがあり、幼少期の獄寺の憧れの人物で、ダイナマイトを与え戦い方を教えたのも彼である。現在は並盛中学の養護教諭として働いているが、それでも当然ながら女性しか診ない（例外でツナや獄寺を治療している）。
生まれつき菌やウイルスが付着しやすい体質を持ち、333対のそれぞれ打ち消しあう666の不治の病にかかっている（キス魔病は打ち消されていないようであるが）。裏の顔は「トライデント・シャマル」の異名を持つ伝説の天才殺し屋で、不治の病原菌を体内に持つ666種類の蚊を媒体にして、敵を病死させる「トライデントモスキート」の使い手。かつて、2世代前のヴァリアーからスカウトを受けたこともある（フランは強制入隊させられたが、彼は断っている）など、その実力は筋金入りである。終盤では登場せず、最終回にも作中では登場しなかった。
【アルコバレーノ編】
並盛町を出歩いており、京子やハルをナンパしようとするが、マフィアの関係者が近くにいることを知るたび、辟易して退散している（1度目は針山姉弟、2度目はアリア）。リボーンの試練で負傷したツナと、守護者たちの治療を受け持った。

ロメオ
声 - 津田健次郎
ビアンキの元恋人。故人。大人ランボによく似た風貌（違いは、頬の♯のマークが無い、普段瞑っているほうの目が左目/大人ランボは右目ぐらい）をしており、声と誕生日もランボと同じ。謎の食中毒が原因で死亡しており、ビアンキへの激しい怨恨から成仏できずにいる。21歳没。ツナたちがお盆に肝試しを行った際、恨みを果たそうと現れる。
獄寺とビアンキの父
イタリアのマフィアのボス（ファミリー名は作中で語られていない）。2人の子供がおり、正妻との間にビアンキ、愛人のラヴィーナとの間に獄寺を儲けている。獄寺からは母親であるラヴィーナに対する扱いや彼女の死の原因になったと思われ信用されていなかったが、実際はラヴィーナを愛し続け、獄寺には伝わらなかったが彼に対しても父親として愛情を抱いていた。自ら自分たちと距離をおいたラヴィーナに対し、彼女と幼い獄寺を思ってひと時でも3人で過ごしたいとラブレターを送り続けていた。しかしラヴィーナの意思は固く、最終的に彼女が亡くなったためその願いは叶うことがなかった。
ラヴィーナ（獄寺の母）
声 - 三瓶由布子
獄寺の父の愛人。イタリア人と日本人のハーフで、駆け出しのピアニストだった。獄寺が3歳の時に自らが運転する車で崖から転落し、死亡した。しかし、その死には不審な点もあったことから獄寺の父親の部下に殺されたという噂もあり、獄寺の心に影を落とす一因となった。彼女の使用していたピアノは10年後にはボンゴレ基地に置かれている。
獄寺は自分の父親がラヴィーナとの結婚を断り、幼い自分と彼女を引き離したと考えていたが、ラヴィーナ自身は元々大病を患っていたために余命が短く、それを理由に獄寺とその家族に迷惑をかけてはいけないと自ら距離を置いていた。獄寺が疑っていた直接の死因も事故死ではなく持病の発作による病死で、事故の直前にはすでに亡くなっていたことが明かされた。
イノチェンティ
ヴェルデと同じ秘密結社の仲間で、匣（ボックス）を開発した3人の発明家の1人で、最も芸術家肌が強い。ヴェルデと同様に謎の変死を遂げている。
ケーニッヒ
ヴェルデと同じ秘密結社の仲間で、匣（ボックス）を開発した3人の発明家の1人で、匣の中でも特に武具の開発に力を注いでいる。3人の中では唯一生き残り、地下に潜って今でも匣職人を続け、匣を闇の武器商人に売っているとされている。
室田 静江（むろた しずえ）
マフィアランドの入島審査官。笑顔で対応するが、言うことはかなりきつい。
パオロ・マルディーナ
トッドファミリーの一員。攻撃力ランキングで8万6千人中55位。なお、フゥ太のランキングブックにはパオロ・ウルバーニと書かれている。
ロッシ・ヴレンティア
トッドファミリーの一員。知能ランキングで8万6千203人中226位。
エンゾ・マカリーネル
トッドファミリーの一員。野心ランキングで8万6千204人中56位。
服部 クリスティーン（はっとり クリスティーン）
通称「レンコ」。ロンシャンの彼女だが、正体はカルカッサファミリーのスパイで、マフィアランドの場所を本部に連絡しスカルを呼んだ。アニメでは、ロンシャンが未登場のため出てこない。フゥ太の「顔を見たら逃げ出したくなるマフィアランキング」では堂々の第1位。
マニ&レニ
読み切り『リボーンVS凶悪ヒットマン』のゲストキャラクター。イタリアの中小マフィア「マッチナファミリー」からリボーンを倒し技術の高さと強さを世に知らしめるために作られた双子のサイボーグ。しかし、外見は全然似ていない。日本を醤油臭い国といったりスーパーからフライドチキンを盗んだりと悪事を働いた。マニは怪力がレニはスピードが売り。ランボを捕まえリボーンの居場所を吐かせようとした。サイボーグなのでイーピンの餃子拳が効かない。いつの間にか現れたリボーンに戦いを挑むが格下と言われ相手にされず、合体して戦うが、リボーンの力の前にまったく歯が立たず、死ぬ気弾で体を打ち抜かれ倒された。
11歳。6月2日生まれの双子座。血液型は特殊オイル。身長175cm（合体時）。体重500kg（合体時）。

## 並盛町の人々
黒川 花（くろかわ はな）
声 - 大谷美貴
ツナと同じクラスの女子生徒。京子の親友。原作・アニメ共に、一話目から登場。ツナをダメツナと呼ぶ一人。性格は大人びており、しっかり者。アニメの日常編では、原作に登場しなかった話にも登場するため、かなり出番が増えている。じんましんが出るほどの大の子供嫌い（アニメでは、幼稚園時代書いた作文で、子供が嫌いだから早く大人になりたいと書いていたことから、この子供嫌いは幼稚園のころからだったようである）。年齢は14歳（中学2年生）。4月20日生まれの牡羊座。A型。身長158cm、体重48kg。
好みのタイプは年上の男性で、たまたま目の前に現れた大人ランボに一目惚れし、それ以降は彼を「牛柄のシャツの人」と呼び慕っている。アニメ版では、フゥ太の「勘違いな一目惚れランキング」で上位になっている。ツナが京子に惚れていることに早くから勘づいており、ツナをからかいながらも、京子との関係を優しく見守っている。
作中終盤には登場せず、最終回にも作中では登場しなかった。
【未来編】
10年後も並盛町に在籍しており、スーツを着て髪は短くなっている。ボンゴレ狩りの対象にはなっていない。1人で町に飛び出した京子を保護し、捜索にきたツナとラルに引き渡した。了平からの伝言を預かっており、ボンゴレ関係者が命を狙われていることを知っているらしい。10年後の了平とは恋人同士に発展しているらしい（17・25巻の写真より）。

山本 剛（やまもと つよし）
声 - 松山タカシ / 演 - 石田佳央
山本武の父親で、寿司屋「竹寿司」を経営する板前。年齢は42歳。4月1日生まれの牡羊座。O型。身長178cm、体重68kg。
威勢と気風と気前のいい江戸っ子調人物だが、息子・武に対しては少々親馬鹿気味。人に物を贈るのが好きらしく、ツナが入院した際には豪華な舟盛を見舞いの品にしていた（アニメでは直接出向いて寿司を握った）。理由は描かれなかったが、実は殺しの剣術・時雨蒼燕流の8代目継承者で、その腕前は剣の道を退いた今でも健在。ヴァリアー戦前の特訓で、息子・武の家庭教師を務め、直前には時雨蒼燕流で抜刀すると変形する竹刀・時雨金時を息子に譲る。
アニメでは昔は今以上に頑固者で、ハンバーグを「小判型練りひき肉焼き」、カレーを「天竺風汁かけご飯」と呼び、カタカナのメニューを食べさせなかったらしい。
【未来編】
10年後の世界では、ミルフィオーレファミリーによって殺害されている（後に白蘭が倒されて未来が変わったということにより、死んだことはなかったことになる）。

草壁 哲矢（くさかべ てつや）
声 - 髙木俊
並盛中学校風紀副委員長。常に口に草を咥えている、リーゼント頭が特徴（その他風紀委員の者全員も彼と同じ髪型）の老け顔の少年。彼のリーゼントは年齢と共に縮んでいるらしい（最長は中学1年時の1m27cmである）。雲雀を陰に日向に支える、彼の秘書的存在。雲雀のことを尊敬しており、雲雀を認める人間にも好意を示す。また、気難しい雲雀からもそれなりに信頼されている模様。年齢は14歳（中学3年生）。11月9日生まれの蠍座。O型。身長181cm、体重75kg。
並盛中ケンカの強さランキング4位の強さを誇るが、黒曜編では犬と千種に負傷させられ入院した。ヴァリアー編では、雲雀がディーノの修行を受けることになったのがきっかけでロマーリオと親しくなり、良い飲み仲間となったというエピソードがコミックス収録の巻末漫画で描かれた。
【未来編】
10年後の世界でも雲雀の部下を続けており、雲雀からは「哲」と呼ばれている。容貌に変化はなく、咥えた草とリーゼントも健在。敬語で話す。今とは異なり常識人で、了平と雲雀が揉める度に仲裁することが多い。また、ボンゴレファミリーの内情にも詳しい。ミルフィオーレの並盛支部突入チームの2次隊メンバーとして、クローム・雲雀・ランボ・イーピンとともに支部に潜入、満身創痍の了平（10年後）と獄寺を救出し、ツナたちと合流する。一時休戦となり基地へ帰る際、雲雀が勝手にどこかへ行ってしまったため、追いかけた。
【継承式編】
未来の記憶を受け取ったかは不明だが、ヘリコプターを操縦することが可能で、シモンファミリーの聖地である孤島まで、ヘリで雲雀恭弥を送り届けた。
持田 剣介（もちだ けんすけ）
声 - 飯田利信
ツナたちの1年先輩で、剣道部主将。年齢は14歳（中学3年生）。3月13日生まれの魚座。O型。身長169cm、体重60kg。
京子と同じ委員会で、京子が自分の彼女であるかのように振る舞っているが、当の京子からは何とも思われていない。フゥ太の並盛中のケンカの強さランキングでは20位に入り、剣道の大会で好成績を残したため強いという設定は一応あるものの、ツナと対決した際には髪を全て抜かれたり、黒曜編の並盛中学生狩りでは歯を抜かれたりと、散々な見せ場と負け方しかしていない。
【未来編】
10年後は、ボンゴレ狩りの巻き添えにあい、行方不明となっている。

黒部（くろべ）
読み切り版に登場した議員の息子。京子に一方的に詰め寄っており（連載版の持田に相当）、ツナに対し得意な歴史のテストで京子を賭けた勝負を挑む。父親のコネで校長から事前にテストを入手し、誤字による減点以外ミスなしの99点を取り勝利を確信したが、死ぬ気になって教科書を丸暗記したツナに100点を取られて負けた。
入江 正一（いりえ しょういち）
#入江 正一を参照。
入江 政次（いりえ まさつぐ）
入江正一の父。中小企業に勤めている中間管理職。原作では1コマしか登場せず、アニメには登場しない。
入江 とも子（いりえ ともこ）
声 - 中川玲
入江正一の母。わりと天然。趣味は大正琴。
入江 明子（いりえ あきこ）
声 - 大久保ちか
入江正一の姉。ドライな性格。最近彼氏が出来たらしい。
押切 連造（おしきり れんぞう）
並中の空手部主将の3年生。いとこが五輪選手らしい。並盛中ケンカの強さランキング7位。アニメでは大山牛雄が主将という設定のため、未登場。
高田 剛助（たかだ ごうすけ）
並中の相撲部主将の3年生。8人兄弟の末っ子らしい。
根津 銅八郎（ねづ どうはちろう）
声 - 永野広一
並中の理科の教師。自称東大卒のエリートで、成績の悪い生徒をクラスメイトの前で罵るなどの陰湿な性格。しかし、本当は並中卒、四流高五流大卒であり、学歴詐称により解任された。アニメ版では、自分が転倒して骨折（骨折も狂言のような描写がされている）したのをツナたちが暴力をふるったと決めつけたり、山本や獄寺がいい点を取ったのをカンニング扱いしたり、かばった了平までも退学処分にしようとするなど傲慢さが強調されていた。リボーンによると、学歴は四流高校卒業し、五流大学を8年かかってようやく卒業したらしい。なお、原作では年齢が55歳となっていたが、アニメでは40歳である。
吉田 実（よしだ みのる）
ツナに初めて頼みごとをしたクラスメイト。
東 一（あずま はじめ）、珍田 次郎（ちんだ じろう）、神無月陽三（かんなづき ようぞう）
並中の不良3人組。ツナに因縁をつけるが、獄寺に爆破された。
安部 オサム（あべ オサム） / 金田 オサム（かねだ オサム）
声 - 堀田勝
ツナが1年（アニメでは2年）の時の同級生。授業参観の時、先生に変装したリボーンにチョークを粉々になるほどの勢いで投げつけられ気絶した。また、アニメではなぜか苗字が金田に変更されている。
哀川 常男（あいかわ つねお）
並中の風紀委員で雲雀の部下の1人。花見の場所取りをしていたが獄寺にやられたため、雲雀に見切られ始末された。好きな言葉は「赤テープ」らしい。アニメには登場しない。
西川 智（にしかわ さとし）
並盛町にある暴力団「桃巨会」の会長。会長であるが「組長」と書かれたシャツを着ている。リボーンとディーノが、獄寺と山本のツナに対する忠誠心を確かめるために行ったテストで名前を使われ、その際に2人によって壊滅状態に追い込まれた。後日、山本が寿司を持って壊滅状態の事務所にお詫びに来たらしい。アニメでは、犯罪3兄弟を部下として従えている。ゲーム版では並中生の息子がおり、その息子がカツアゲをしているところを雲雀に倒された仕返しをするが返り討ちに遭う。
数見 大吾（かずみ だいご）
道場破りグループのリーダー。自称「空手全国大会8位の猛者」。
八巻 健四郎（やまき けんしろう）
道場破りグループの1人。自称「空手全国大会10位の猛者」。
角田 信彦（かくた のぶひこ）
道場破りグループの1人。自称「空手地区大会16位の猛者」。
古田 香（ふるた かおり）
リボーンが好んで通うコーヒー屋の店員。目の下にそばかすがある。
五味 照美（ごみ てるみ）
並中の生徒。学年不明。通称「テルミン」。巨漢で服は引き千切れそうになっており、ヘアースタイルはちょんまげ風。ロンシャンの元彼女で、理由は不明だがロンシャンからの連絡を着信拒否して一方的に振った。アニメではトマゾファミリー同様、ロンシャンが登場しないため、未登場。
湯出 真子（ゆいで まこ）
並中の事務員で、ロンシャンの彼女の1人。68歳。通称「マコてぃーん」。ロンシャンと交換日記をしていた。アニメではトマゾファミリー同様、ロンシャンが登場しないため未登場。
田中 翔子（たなか しょうこ）
ロンシャンの彼女の1人。通称「さなっぴ」。座右の銘は「清潔感」。巨体。バイトが入りロンシャンとの約束を破ったため、ロンシャンは振られたと勘違いした。ロンシャンとは彼女が運転するバイクでロンシャンを撥ねたのが始まり（4月9日の出来事）。ロンシャンはその後、別の彼女と交際していたため、結局は別れた模様。アニメではトマゾファミリー同様、ロンシャンが登場しないため未登場。
成田 沢子（なりた さわこ）
通称「リコピン」。趣味はストラップ製作。ロンシャンの知人。アフロヘアー。好みの男を何かとストラップやペンケースにしようとする。山本よりツナの方が好み。アニメではトマゾファミリー同様、ロンシャンが登場しないため未登場。
鶴田 花子（つるた はなこ）
通称「まゆまゆ」。ロンシャンの知人。趣味は「ロボットダンス」。パントマイムのような動きをする。ロンシャン曰く、凹凸付けがたい。アニメではトマゾファミリー同様、ロンシャンが登場しないため未登場。
芝樹 一郎（しばき いちろう）
声 - 前田剛
通称「サギの一郎」。犯罪3兄弟の長男。ツナたちにボコボコにされる。アニメでは、桃巨会の配下にいる。
芝樹 二郎（しばき じろう）
声 - 平野貴裕
通称「ゆすりの二郎」。犯罪3兄弟の次男。奈々にゆすりをかけようとするが、ランボの手榴弾でやられた。
芝樹 三郎（しばき さぶろう）
声 - 加古臨王
通称「スリの三郎」。犯罪3兄弟の三男。奈々の財布をスリ取った。沢田家を標的にするも失敗に、最後はツナに警察に突き出され、逮捕された（死ぬ気状態だったツナも不審者扱いされ捕まってしまったが、その後理由は不明だが釈放された）。
大山 牛雄（おおやま うしお）
声 - 安田裕
アニメ7話に登場したオリジナルキャラクター。並盛中学の空手部主将。京子を賭けた勝負で、了平に敗れる。
大山 大五郎（おおやま だいごろう）
声 - 末吉司弥
アニメ7話に登場したオリジナルキャラクター。並盛高校の空手部主将で、牛雄の兄。
川平（かわひら）のおじさん
声 - 松風雅也
10年後の世界で並盛町に住む、大人イーピンがらみの登場人物。中華料理屋「楽々軒」の常連客で、一日に何回もラーメンの宅配注文をし、大人イーピンを悩ませている。長らく名前のみの登場だったが、未来編で初めて顔を出す。川平不動産を営む彼の母は、ハルの顔見知り。
後に彼はトゥリニセッテの最重要人物・チェッカーフェイスであり、ユニと並び、地球上で唯一おしゃぶり・ボンゴレリング・マーレリングの原点である7つの石の玉に炎を灯すことが出来る種族であるということが明かされた。また、ヘルリングの一つ「気配（セーニョ）リング」を所持している。
アニメオリジナルでは、娘がいたり（標的33）、2回の離婚歴がある（標的68）という設定。3回目の結婚式では料理が口にあわないからと大人イーピンに「楽々軒」のラーメンを宅配させた（標的68）。
【未来編】
所持リング ： 気配のヘルリング
3年前に亡くなった母から川平不動産を継いでいる。他の世界と同様にラーメン好きであるが、ヘルリングを所有していることやミルフィオーレに詳しいことなど謎も多い。
【虹の呪い編】
チェッカーフェイスとして登場し、リボーンたちに代理戦争を起こさせる。その目的は代理戦争の中で最強の7人を選び出し、その7人を次世代のアルコバレーノ、すなわちおしゃぶりの人柱にすることだった。後にタルボじいさんとバミューダが力を合わせ、おしゃぶりを封印することに成功した。その功績を認め、敵対関係であったツナたちと和解する。炎の量は圧倒的で高い実力を思わせるような描写を見せたが、ツナと直接対決することはなかった。
山中 武（やまなか たけし）
10年後の世界で並盛町に住む一般人。γの部下に山本武と間違えて捕らえられてしまい、太猿に始末されてしまった、悲惨な人物。
ルイ
並盛町の民家で飼われている犬。フゥ太のランキングでは、その犬小屋は並盛町305カ所中22位の隠れ家であるらしい。

## ゲームオリジナルキャラクター

### 『フェイトオブヒート』および『フレイムランブル』

#### エヴォカトーレファミリー
ボンゴレファミリーと同盟を組んでいるマフィア。ニンテンドーDS用ゲーム『フェイトオブヒート 炎の運命』、『フェイトオブヒートII 運命のふたり』に登場。炎の運命で2人は留学生として並中に転入する。なお、エヴォカトーレ（evocatore）とはイタリア語で「降霊者」を意味する。『フェイトオブヒートII 運命のふたり』ではミルフィオーレの攻撃を受け、ボンゴレ本部同様、壊滅状態にさせられた。
アルビート
声 - 鯨井康介
属性：霧
エヴォカトーレファミリーの次期ボス候補（10年後はボスに就任）。男。普段は温和だが、ボンゴレをおびやかす存在には敵意を表す。戦闘方法は、霊魂を使った降霊術。操り人形の十字型の板を所持している。並中の入試では、獄寺よりいい成績を収めたらしい。
リゾーナ
声 - 平野綾
属性：晴
エヴォカトーレファミリーの次期ボス補佐候補（10年後は幹部に就任）。女。年齢は14歳。普段は無口だが、敵である骸を前に強い意志を見せる。戦闘方法はアルビートと同じく霊魂を使った降霊術。いつも所有しているぬいぐるみの「ロザロサ」を生きているように動かして攻撃する。納豆を不老長寿の秘薬と言ったりと、日本について勘違いが多い。まどろっこし話し方が特徴で、10年後も変わらない。

#### バルテスカファミリー
ボンゴレファミリーとは同盟を組んでいるマフィア。ニンテンドーDS用ゲーム『フェイトオブヒートIII 雪の守護者 来襲！』に登場。
ジェラーロ
声 - 宮野真守
バルテスカファミリーのボス。男。年齢は15歳。ボンゴレ雪の守護者。ボンゴレを憎んでいる。
グランティ
カリヴェール
ネイヴィス
ギアッチョ
ブリーナ
トルメンタス
バンキーザ

#### その他（ゲーム）
ソルテ
声 - 朴璐美
リング職人の少年。10年後の世界に飛ばされたツナと出会い行動を共にするようになる。リング職人の仲間をベラドンナ・リリーに全滅させられ、行き場を失いボンゴレファミリーに身を寄せる。特殊技能によりストーンからリングを精製することができる。物語中盤に衝撃の事実が発覚する。炎の属性は大空。
ブリガンテス
声 - 関智一
ミルフィオーレファミリーの特殊暗殺部隊「ベラドンナ・リリー」のリーダー。赤い隊服とユリの胸章がトレードマークのヒットマン。右手にはめた謎の『カースリング』と黒い炎を武器に圧倒的武力でボンゴレ狩りを行う。物語中盤にはソルテとの衝撃の事実関係が発覚し、また終盤には半機獣（ハーフメカニマル）と融合し廃人と化す。炎の属性は嵐。
ビオキルル
声 - 木村亜希子
ミルフィオーレファミリーの特殊暗殺部隊「ベラドンナ・リリー」の女性隊員。匣兵器の研究をする科学者で、匣兵器を機械化したオリジナル兵器『半機獣（ハーフメカニマル）』を開発し兵隊のように扱う。ブリガンテスの任務を忠実に遂行するが、ボンゴレファミリーに対しては執拗な執着心を見せる。物語中盤の10年後ヴァリアー（スクアーロとベルフェゴール）の発言により、元ヴァリアー隊員であったことが発覚する（ベルフェゴール曰く下っ端でしかも任務に失敗して逃亡したという）。また、終盤には自身の半機獣と融合し、暴走する。炎の属性は嵐。
デヴォルド
ミルフィオーレファミリーの特殊暗殺部隊「ベラドンナ・リリー」の隊員。一つ目の仮面を被った男、凄腕の殺し屋（ヒットマン）でありまた剣士としても名高くスクアーロのDVDにも登場していたと山本が言っていた。寡黙な男で必要以上のことは喋らないがボンゴレファミリーと一人で対峙した時にはまるで助言するかのような意味ありげな言葉を放って去って行く。ブリガンテスのことを「主（あるじ）」と呼んでいる。実は意味ありげな言葉を放っていたのは10年後のアルビートが本人のいないときを見計らって変装していた姿であり物語中盤でアルが正体を明かしてからはデヴォルト本人が登場する。剣だけでなく『クラウ・ソラス』という双鎌や槍・弓などあらゆる武器を使いこなし物語終盤では半機獣と融合しツナたちに立ちはだかる。炎の属性は雲。

### 『絆のタッグバトル』
レンジー
声 - 井上麻里奈
白っぽい髪の毛を伸ばして青色のリボンでツインテールにしている少女。左頬にはローマ数字で11と彫られている。D匣を持っていて、ミルフィオーレファミリーに追われている。武器はボウガン。
ランド
声 - 柿原徹也
白っぽい髪の毛のショートカットの少年。左頬にはローマ数字で12と彫られている。レンジーと同じくミルフィオーレファミリーに追われている。武器は剣。